# 台鐵EMU700型電聯車
台鐵EMU700型電聯車是一款屬於臺灣鐵路公司（原臺灣鐵路管理局，略稱臺鐵或臺鐵局）的交流電用通勤型電聯車，為台鐵史上第四款通勤電聯車，也是台鐵首次採用 RAMS —— 可靠度（Reliability）、可用度（Availability）、維修度（Maintainability）與系統安全（System Safety）—— 等保證規範購買且兼具環保概念的鐵路車輛:108。該車輛按照區間車票價，以非對號區間車營運模式，擔任鐵路運輸任務。

## 概要

### 引進背景
台鐵為徹底解決東部幹線一票難求，並提升東部幹線北段電氣化後的服務品質，遂擬定了「東線購置城際及區間客車計畫」期望在西部走廊高速鐵路通車後，東部幹線也可享受到優質列車的服務。此計畫最終在2003年底通過，其中包含區間客車100輛；另外在「台鐵都會區捷運化暨區域鐵路先期建設計畫」之中也明訂須增購通勤電聯車60輛，此兩案最終合併為採購160輛通勤電車。

### 車輛交付

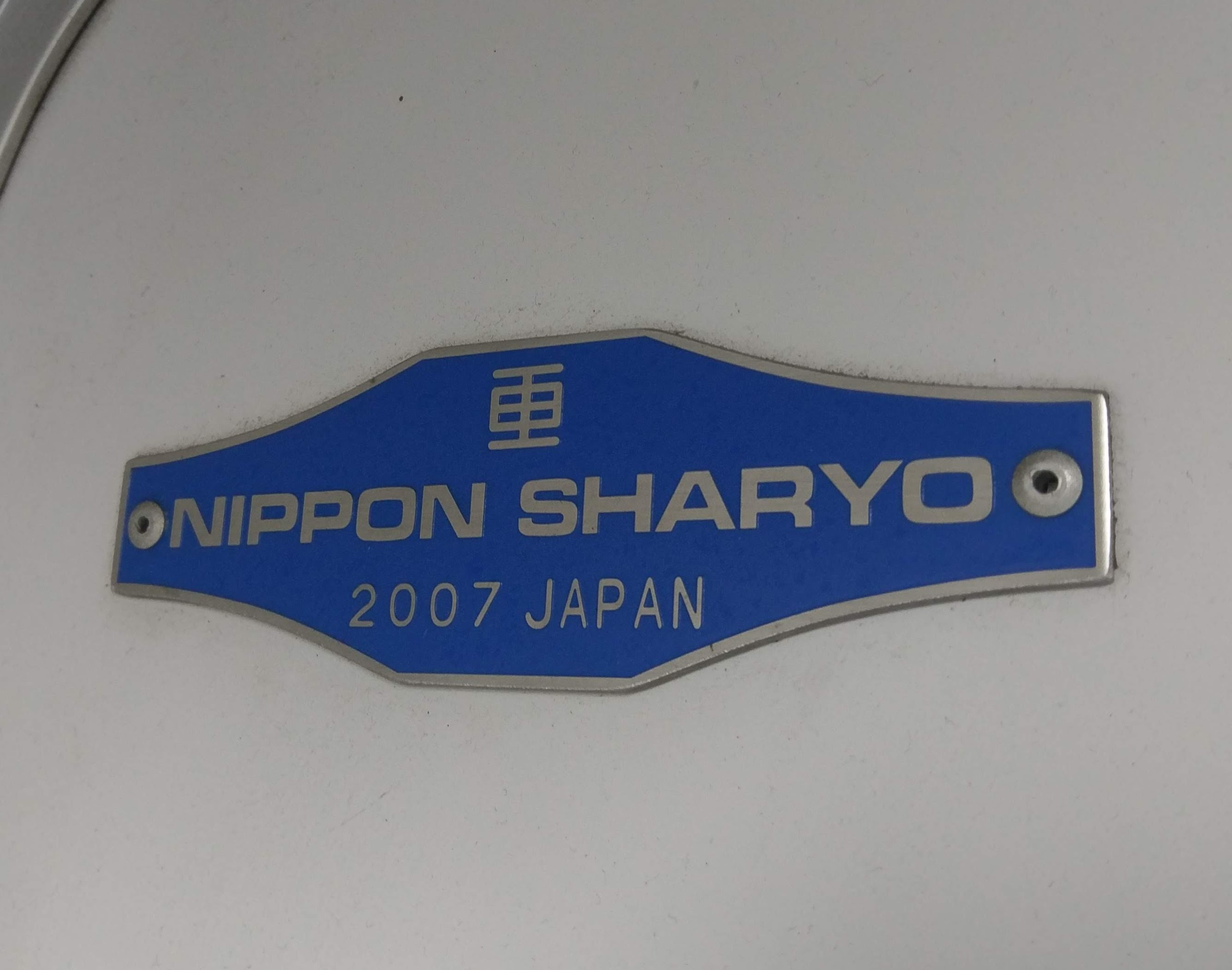
EMU700型原裝車內的日本車輛製造銘板

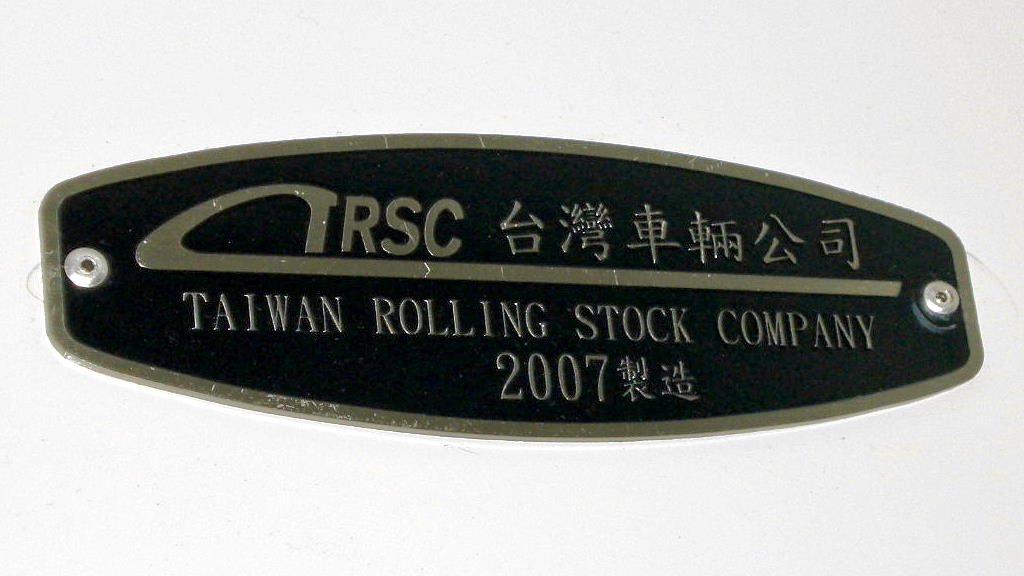
EMU700型量產車內的台灣車輛公司銘板

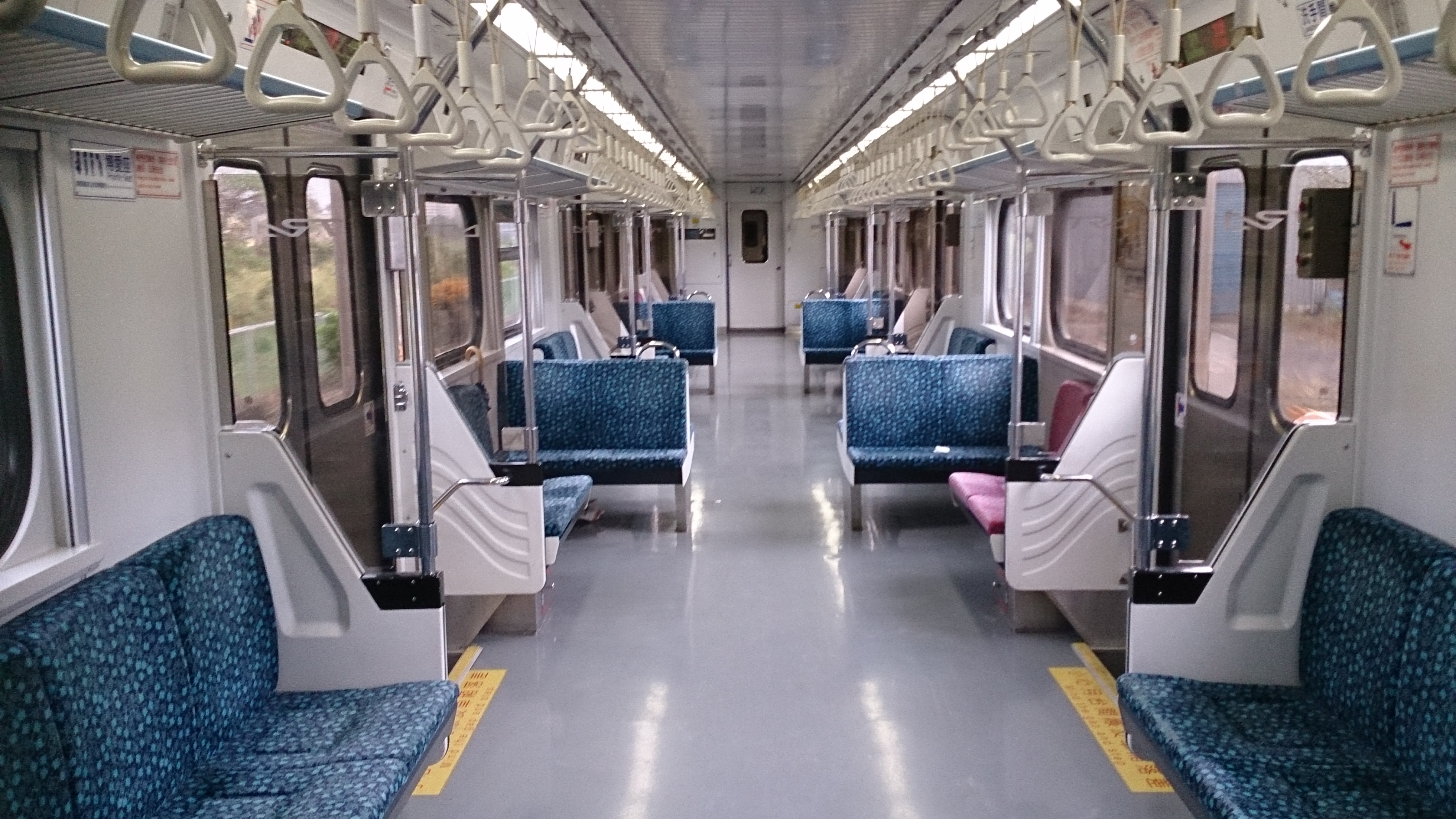
EMU700型電聯車車廂內部

EMU700型是繼台鐵TEMU1000型電聯車後，台灣鐵路管理局再次引進日本製造的電聯車。本型車前三組（EMU701～703）為日本車輛所製造，自第四組（EMU704）以後則為台灣車輛公司在日方技術支援及移轉下自行組裝。台鐵引入這款電車，主要為面對「台鐵捷運化」而增加的運量。
EMU700型是台灣第一次進行全車自製（尤其包括機電系統）的電聯車組，其端面外觀設計將行之多年的兩扇窗加中間貫通門形式改為全寬式駕駛窗，使駕駛的視野更為寬廣；但也因為端面取消貫通門使得列車編組固定為兩組八輛運轉。各組車之間為「半固定式聯結器」，而兩組車中央初期以「密著式自動連結器」相連，並設有紅色尾燈，自2014年起兩車組間的「密著式自動連結器」陸續更換為「半固定式聯結器」:109。
首組EMU701+702於2007年1月10日抵台，而EMU701～703剛抵台時，原廠塗裝為端面黑藍雙色，側面以銀色底加上通勤電車慣有的藍白藍色帶（原先在車門部分沒有色帶，類似大多數日本電車）；但在台灣組裝的EMU704於2007年6月8日公開亮相後，新塗裝增加了橘色的配色，駕駛窗周圍黑色部分則改成銀色，而前三組原型車的塗裝亦隨之更改。此型車內部座椅如同台北捷運的「非」字形排列方式，且採用絨布材質提高乘坐舒適度，另也在窗戶上增設遮陽簾，車門上方加裝列車到站資訊顯示器（SI）:109。
EMU700型目前配屬於新竹機務段，於2007年3月5日開始進行性能測試，2007年7月5日完成，並於2007年8月29日開行兩列次跨東西線區間快車，並將運用擴及全台電氣化鐵路路段，20列（40組）列車於2008年5月全數交車完畢。初期曾有每天20列全數出車的列車運用，在EMU800型加入營運後才稍有紓解。目前為每天讓其中17列（34組）上線運轉，3列（6組）則是於機務段作為備車，依列車的保養時程做適當的輪替。
EMU700型全數加入營運後，台鐵曾將北部路段以本型車行駛的區間車班次編為30XX次，南部路段則編為31XX次，直至2011年9月28日全線各級列車車次全面重編為止。

## 規格與構造

### 車體

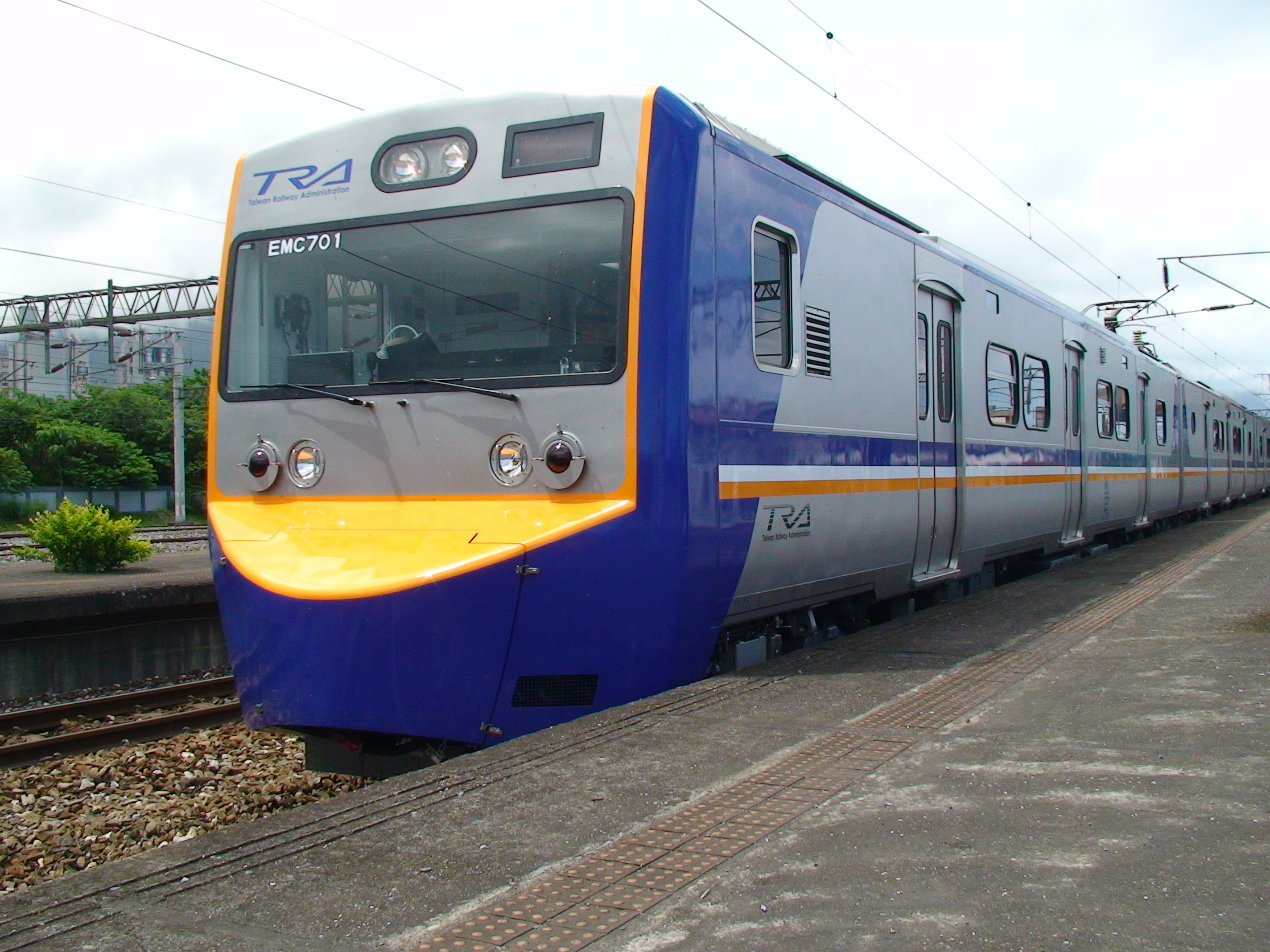
EMU700型電聯車，試運轉通過新城車站

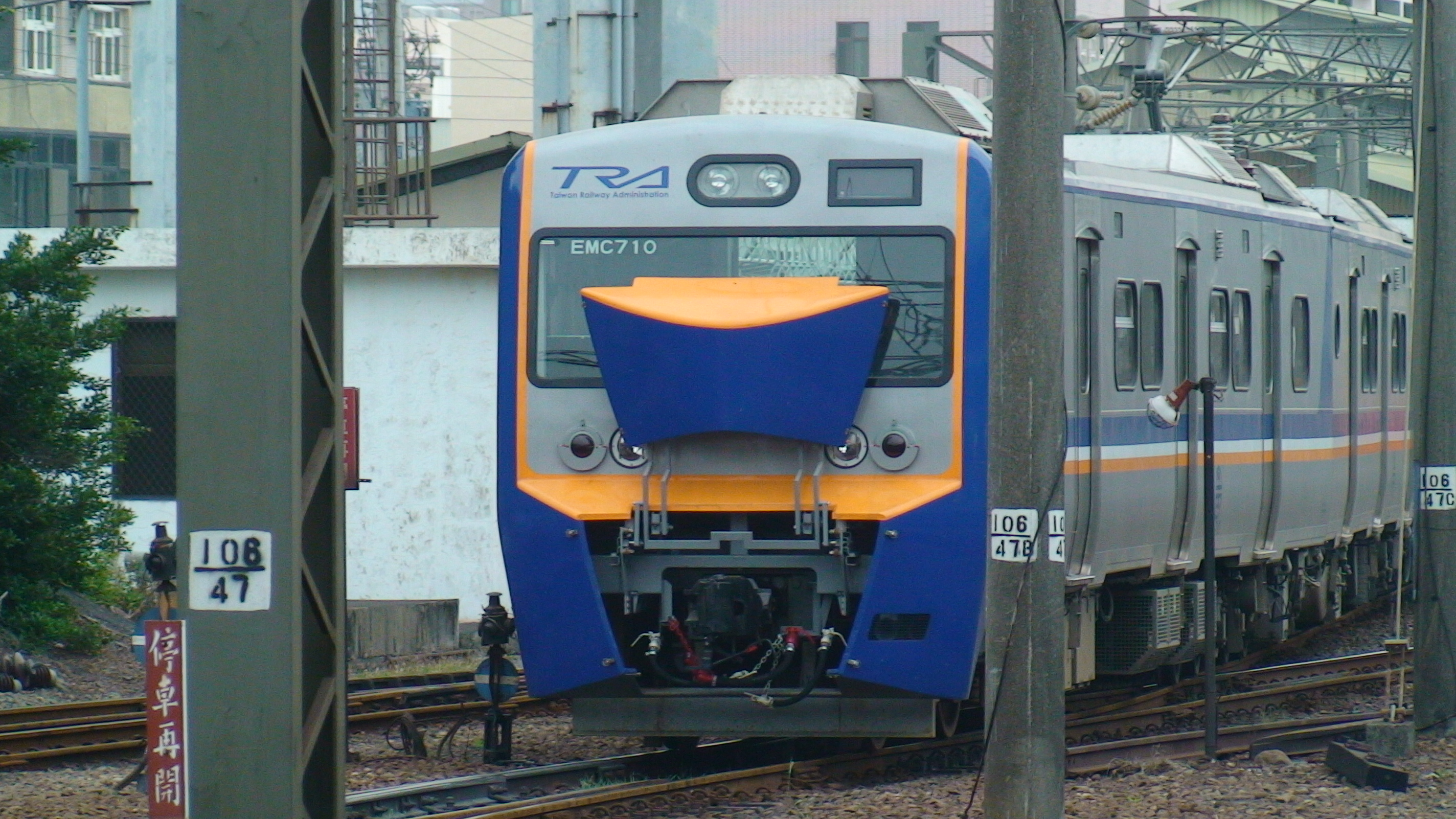
EMU700型電聯車打開連結器蓋

EMU700型的車體採用日本車輛模組化工法（日車式ブロック工法）組合，車體主要構造採用不鏽鋼製，車頭部分採用碳鋼製，而車頭前端前端連結器罩採用玻璃纖維製。由於車頭造型被認為像日本漫畫《哆啦A夢》中的小夫（舊譯阿福）的尖尖嘴巴，因此被鐵道迷稱之為「小夫號」、「阿福號」或「戽斗車」，臺鐵亦曾於宣傳中引用過「阿福」作為車輛暱稱。

### 集電弓及高壓電設備
EMU700型所裝用之集電弓為法國法维莱（Faiveley）製之產品，外型及構造均與EMU600型採用的類似。列車所需之用電藉此引入25,000V高壓電經真空斷路器（VCB）進入主變壓器降壓，降壓後之電力分為兩組，一組送進牽引整流/變流器供牽引動力，另一組電力則送進靜式變流器，以供應空調、照明及輔助用電使用。

### 牽引馬達及控制裝置
EMU700型承襲自EMU600型，同樣採用東芝的機電系統，主控制裝置（即牽引逆變器；簡稱C/I）繼續使用絕緣柵雙極電晶體變頻器（IGBT-VVVF）控制元件之脈衝寬度調變方式（PWM）進行控制，並搭配鼠籠式三相非同步電動機，兩組一列最大出力可達3,840kW（≈5,148HP）。EMU700型的設計最高速度可達120km/hr，但臺鐵為簡化車種限速，目前的營運速度仍維持110km/hr。性能部分，EMU700型自0至50km/hr實測平均加速率可達0.75m/s/s，0至110km/hr平均加速度則可達0.6m/s/s。電門操作上同樣具備「車速自動控制功能」，可利用電門把手上的時速刻度表做行車時的速度控制。

### 轉向架
EMU700型的轉向架，第一層懸吊為橡膠軸彈簧，第二層懸吊為空氣彈簧，在馬達車（生產編號均以EMC或EM開頭）採用ND-737型（又稱為M700型），無動力車（生產編號均以「ET、EP」開頭）採用ND-737T型（又稱為T700型），兩者均為軸梁式無枕梁轉向架。所有列車均安裝了停車制軔裝置（又稱停留軔機），長期停泊時不需再使用止動楔固定列車。 

### 軔機系統
EMU700型的軔機系統採用日本納博特斯克（Nabtesco）製HRA型高階反應類比電氣指令式氣軔，其電氣軔機指令線也由EMU500及EMU600裝設的克諾爾製Kbr XI型軔機採用之三條變更為1條，並僅於每車裝置小型之類比閥不再裝用七段閥，可節省維修及養護之成本。本型車也接續EMU600型裝用回生式電軔，而在TEMU2000型與EMU800型陸續引進後，本型車也改造軔機控制方式為電軔優先，使用司軔閥或電門把手作速度控制減速時將優先啟動電軔減速，遇軔力不足時再加入氣軔使用踏面軔機補足（電軔作用至時速5公里以下失效，時速5公里以下則改由氣軔將列車完全停止）。軔機改造工程委由台灣車輛公司進行，首組改造編組為EMU731+732，經過約一年的運用，於2015年初時已將全數編組都變更為電軔優先。至於基礎軔機的設計則為使用單元軔缸之踏面軔機，閘瓦材質仍採用合成閘瓦，其軔機性能在緊急緊軔狀態下自110km/hr減速至0km/hr僅需580公尺，為臺鐵車輛之最。

### 列車控制及管理裝置與保安裝置
為了行車時能夠得知列車的狀況的設置，EMU700型也延續EMU600於駕駛台設有列車控制及管理系統（Train Control & Monitor System，簡稱TCMS）設備，同樣可顯示車輛在行車時的各種資訊，如牽引馬達出力是否正常、集電弓有無升弓，及自我診斷並簡化故障排除程序等，電腦模組化的設計使駕駛更易掌握列車狀態，如遇車輛任何系統故障也會加以記錄，方便檢修人員進行後續的檢修及保養工作。
同時為了避免發生列車追撞事故，EMU700型電聯車的鐵路安全裝置採用自2006年開始啟用的龐巴迪運輸製的列車自動保護系統（ATP），相當於歐洲鐵路交通管理系統等級一規範。

## 客室設備

### 旅客資訊顯示器
EMU700型電聯車在車輛前後端面、車側、車內車門上分別裝設車頭終點顯示器（Destination Sign，簡稱 DD）、車側終點顯示器（Destination Indicator，簡稱 DI）及車內到站顯示器（Station indicator，簡稱 SI）LED顯示幕，為臺鐵第1款設置到站顯示器的通勤電聯車，相關資訊只需由EMC車駕駛室內的設備主機設定即可，不必像傳統列車需更換指示牌；另其裝設位置與功能與台北捷運系統大同小異，但顯示內容略有不同，分別介紹如下：

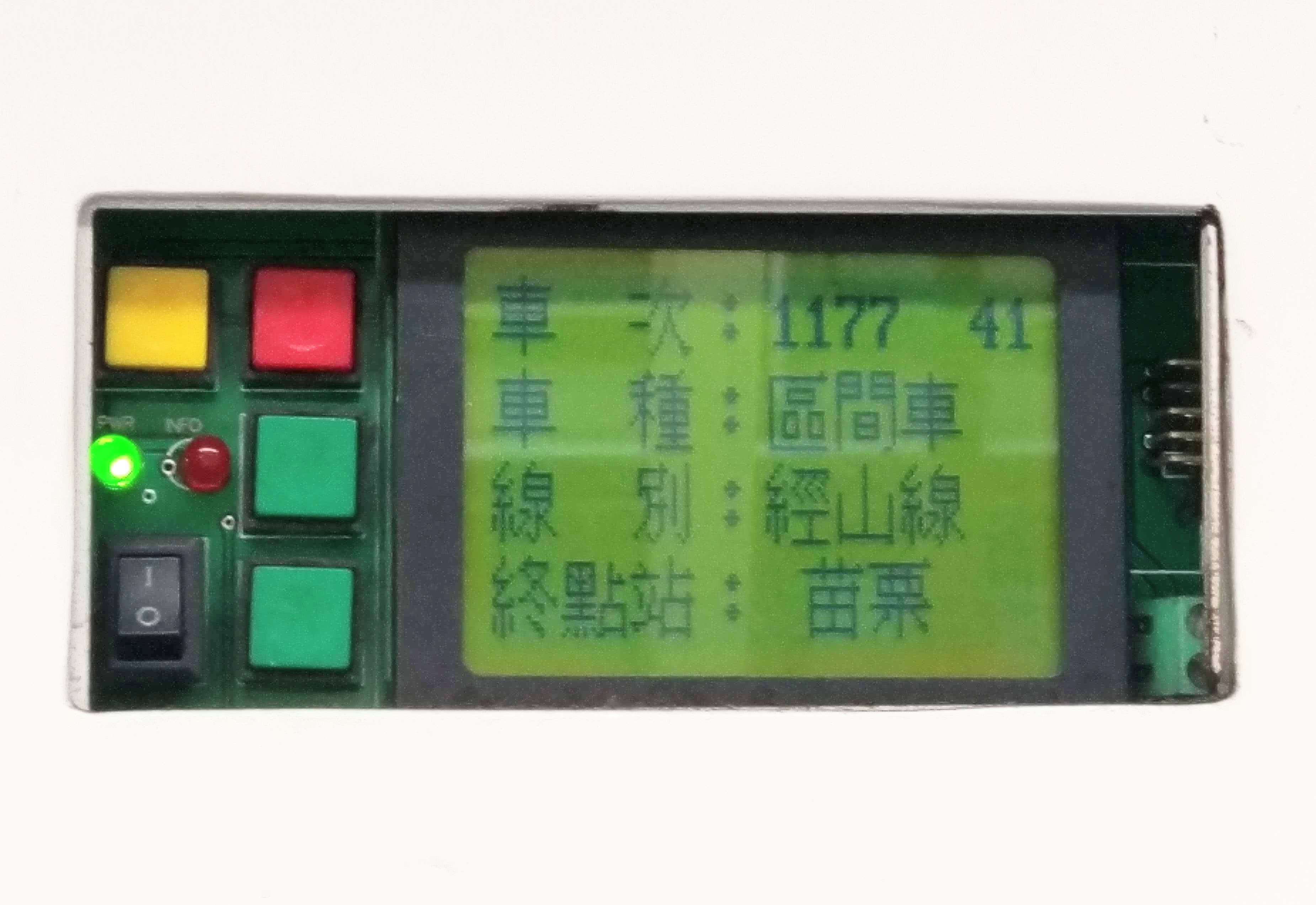
車外旅客資訊顯示器操控板

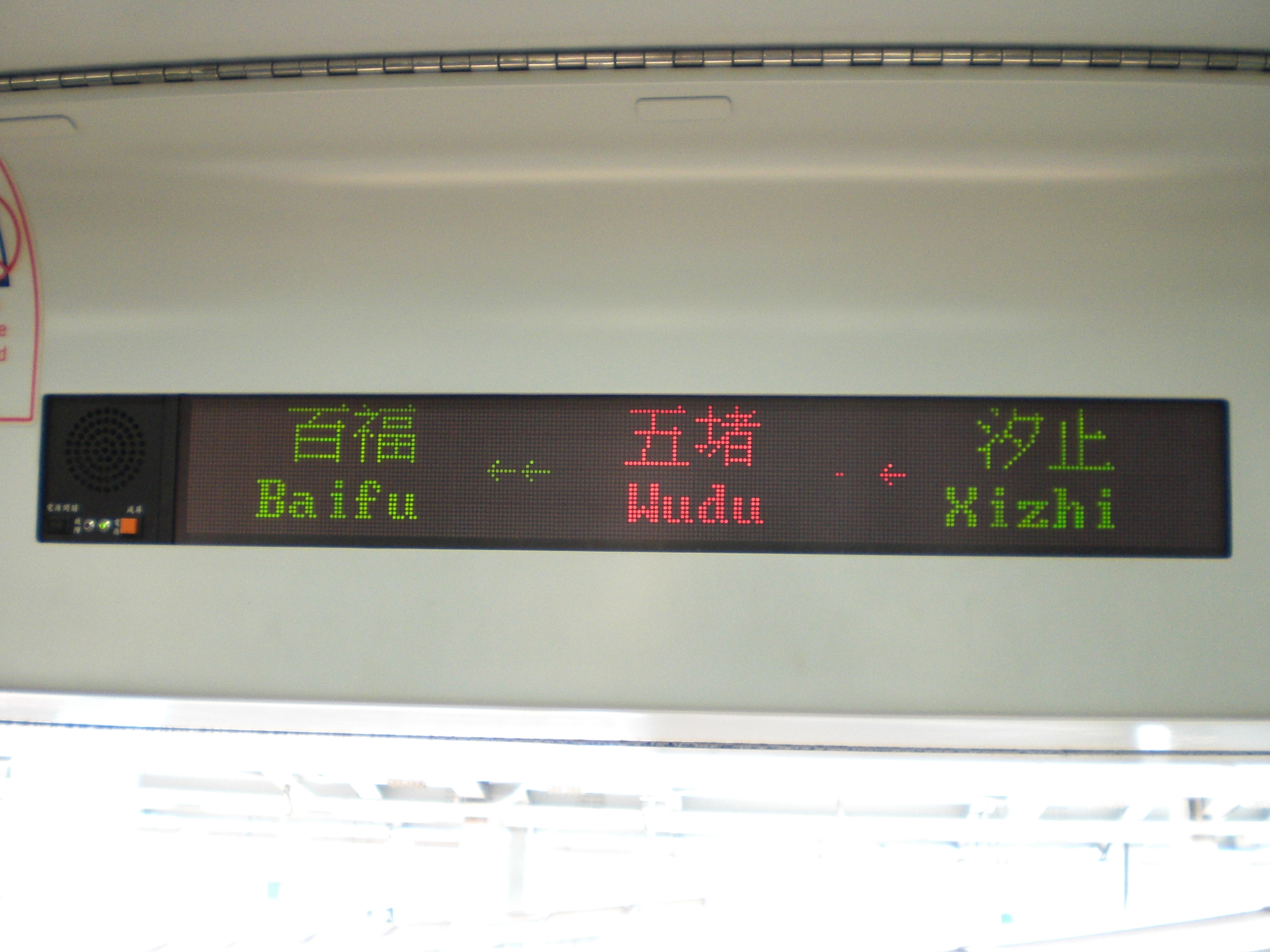
車內旅客資訊顯示器

- 車內SI：系統顯示三個站名（上中下英），之間分別以一或兩個箭頭標示；而螢幕中央的站名（下一停靠站）和旁邊的單箭頭以紅色字型顯示，其他皆為綠色，螢幕左/右方的站名（上一停靠站）與中央的站名之間的單箭頭會呈水平移動。當列車快到達下一停靠站時，螢幕中央的站名會開始閃爍；當到達該站後，螢幕會顯示「本站：○○（站名）」。車門開啟後，螢幕中央的站名移至左/右方，並開始下一個循環。另也具每半小時的報時（顯示「現在時刻 XX : XX」）及該班列車終點站的顯示功能；最後交車的EMU739+740車組，其SI於列車行進中還會顯示上下兩行分割畫面，標示班車的經由路線、終點站名、下一停靠站（上行字樣）及該班車的沿途停靠站（下行字樣），但後來此SI因為時常受到外界干擾而顯示出亂碼，所以已於2010年改回與其他EMU700型相同之SI顯示方式。
- 車外DD、DI：以紅、橘、綠色依序顯示：車次、車種、行經路線（綠色，不顯示時為空白畫面）、終點站及英文站名（橘色）。

2014年下半年，針對旅客資訊顯示器顯示之各種缺失，已進行軟體升級作業，並已於2015年初全數更新完成，大多與EMU800的顯示方式統一。升級完成後的顯示方式異動如下：
- 車內SI：基本上仍與之前相同，但站名的中文字型有更改，而路線轉乘之車站，亦以上下分割畫面呈現轉乘資訊顯示（會佔用英文站名的部份，5分鐘後恢復原狀），每半小時的報時（顯示「現在時刻 XX : XX」）改以跑馬燈方式呈現（原先版本改在 EMU800型使用），數字字型改成 Times New Roman。當列車到站開門後，螢幕資訊參考EMU800型交替顯示「本站：○○（站名）」和接下來的停靠站資訊（交替切換的頻率較快）。另外該班列車終點站的顯示功能，統一改於各個停靠站關門起步後，以「本列車終點站：○○（站名）」方式呈現。另外，當列車下一停靠站為終點站時，亦參考EMU800型將原本最右/左側顯示的雙箭頭和空白站名部份，改顯示「（終點站）」。後續再度進行微調後，英文站名的字型有再略為調整。
- 車外DD、DI：基本上仍與之前相同，但車次與終點站的英文字體有更改，顯示更動速率亦有調慢。後續再度進行微調時，車次字型再度改回原先樣式，部份編組增加顯示中英文車廂編號，行經路線亦參考EMU800型模式，但仍有細微不同之處。顯示「○線」（EMU800型為「經○線」，但在「列車無階化」改造後，已經改成EMU800型的型式，除了路線名稱佔3個字時仍顯示「○○線」），並可直接設定不顯示（跳過空白畫面）。

### 到站提示音
原本當列車快到達停靠站時，只會如同其他的列車，以語音播放「國語、閩南語、客家語、英語」的該停靠站站名（在花蓮車站另有阿美族語的到站廣播）。後來為增加旅客注意，臺鐵要求播音系統承包商加入提示音樂，但要廠商自行選曲；廠商遂參考東日本旅客鐵道（JR 東日本）的發車音樂，以《See you again》和《JR-SH1》做為中間站與終點站的提示音樂，而EMU739+740車組還嘗試每站使用 JR 東日本的不同發車音樂，被戲稱為「大雜燴」。由於發車音樂過於吵雜，同時也有版權疑慮（因為JR東日本很在意發車音樂的版權），台灣車輛的一位員工遂決定自製樂曲，提供給長官交給臺鐵選擇，自 2008 年 8 月起陸續更新，但一直到 2011 年才更新完成，期間的區間快車仍然使用東日本發車音。
根據製作者表示，中間站提示音的靈感是來自於西日本旅客鐵道（JR西日本）關空快速的始發、終站用播音提示音樂；而終點站則是來自東海道山陽新幹線光號的舊始發、終站用播音提示音樂。
2014年下半年，配合旅客資訊顯示器主機進行軟體升級作業，也同步新增類似 EMU800型 的下一停靠站國閩客英四語站播報，以及路線轉乘站之轉乘資訊播報（不同於其他列車將轉乘資訊播報直接覆蓋下一站播報，EMU700則是在下一站播報結束後一小段時間，才會接著播報轉乘資訊），並將EMU800的廣播以「廣播統一化」取代大部分EMU700的廣播（其中英語的「Station」一詞在2016年的更改中消失），2019年加入注意月台縫隙的廣播，2021年5月開始陸續將原廣播更換為與EMU900相同之播報方式，但截至目前仍沒有如其他通勤電聯車的左右側開門播報。

### 車門開閉提示音
最初播音版本為車門於進行開啟或關閉動作前，先有長「嗶」聲的警告音，再依序以國語、英語、臺語及客家語的語音播放「車門要開（關）了；Door Open（Close）」，以防止旅客上下車時突然遭關閉的車門夾住；但不久隨即發現等候時間過長，因而取消臺語及客家語播音。
2010年，為了縮短列車開關車門的等待時間及提升趕點效率，EMU705+706及 EMU725+726 共2列4組列車於2010年9月起試辦全新車門開閉提示語音，即原有的國語、英語之語音播放取消，僅有長「嗶」聲警告音，車門隨即開啟或關閉。（此時有聲音較小的開關門聲，這個音效並未使用在後來的EMU800型）。至於列車長使用鑰匙操作主控門控制同側車門開閉時，插入鑰匙控制車門門機、按下關/關門按鈕，鑰匙拔出主控裝置後，主控車門開閉時不再播放長「嗶」聲，直接開啟或關閉。
因試辦成效良好，原計畫2010年底前完成其餘18列36組列車的改造（須針對每一車門上方的系統線路進行調整），卻因臺鐵局與廠商共識問題導致改造計畫時程數度拖延，直到2011年5月中旬，台鐵與廠商達成協議及完成簽約，並於同年6月全數完成改造。

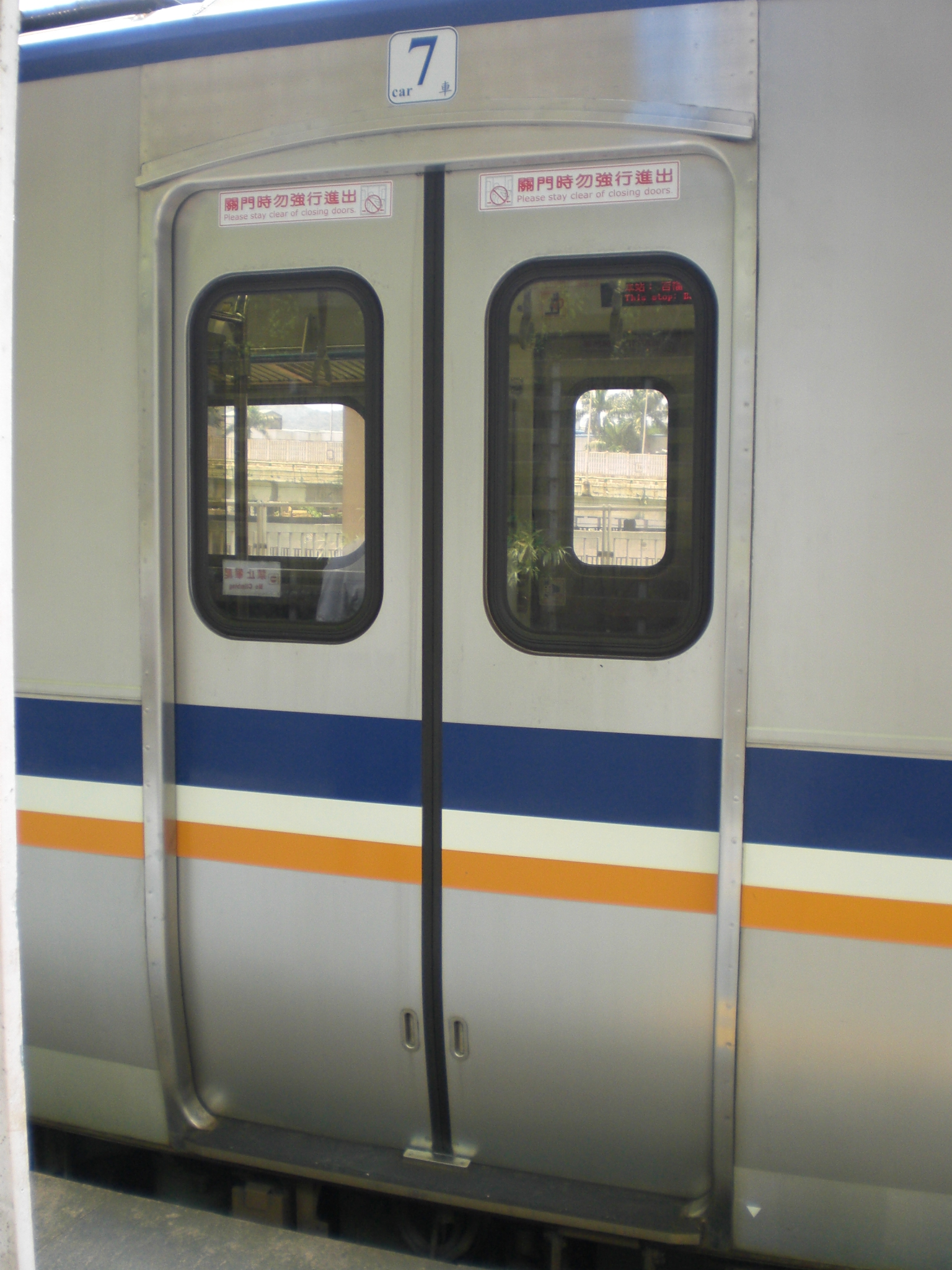
車門外側
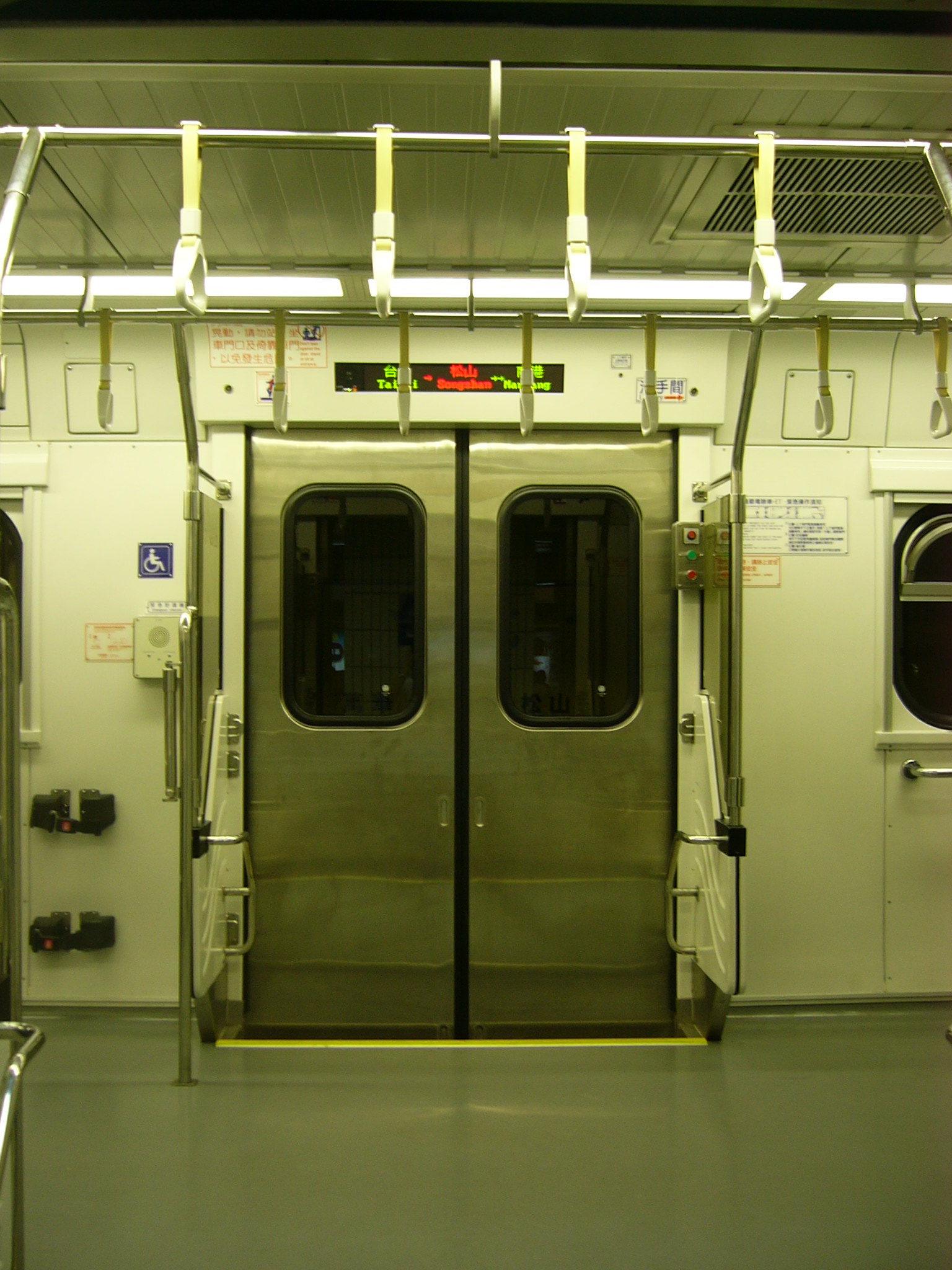
車門內側
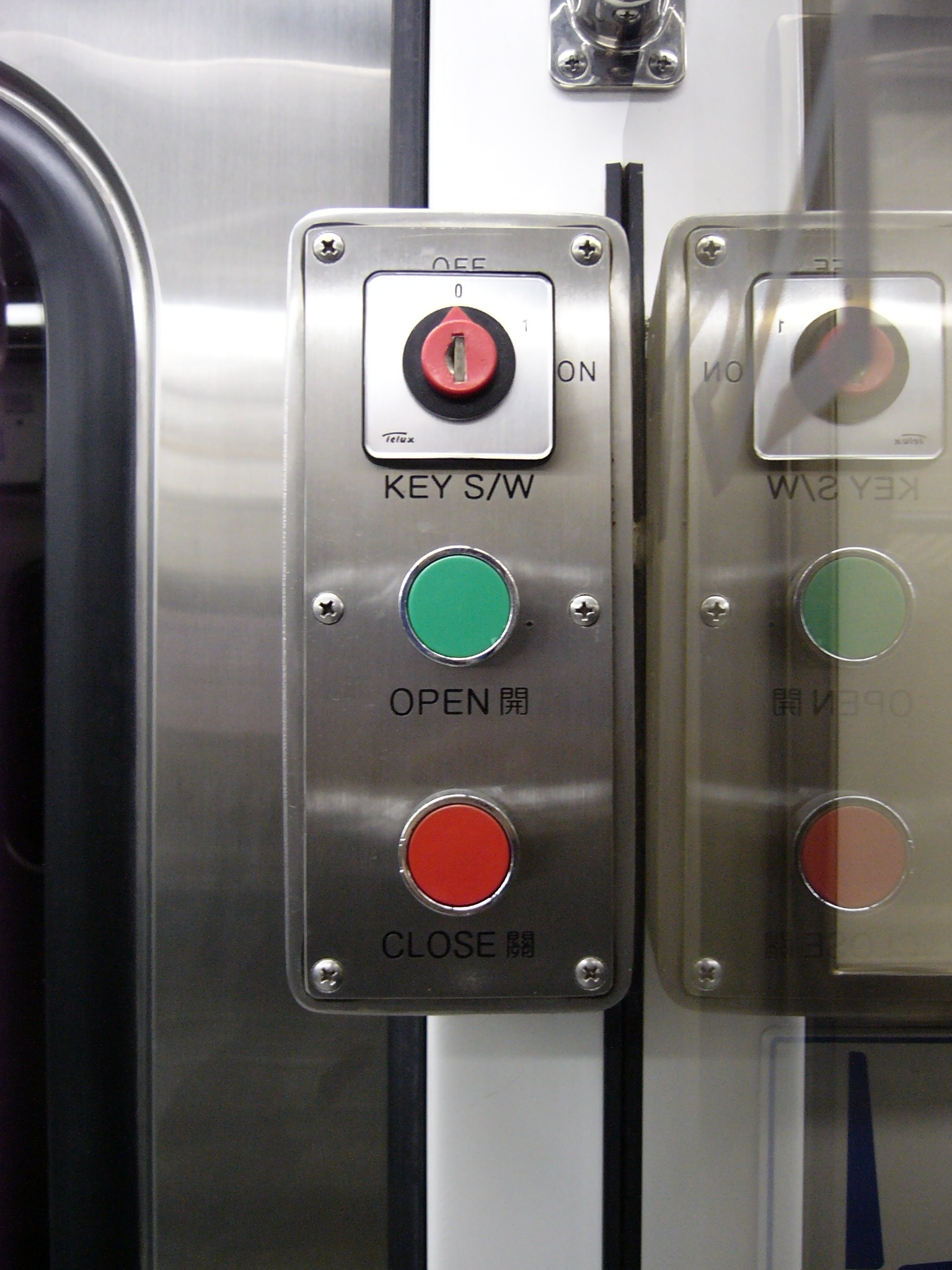
車門連控板

### 車門
車門採用防夾氣動門設計，但車門為內嵌滑軌式（開啟時，車門隱藏在車壁空隙中，僅看到內側把手），與捷運系統的外掛滑軌式（車門外掛於車體外，節省車內空間）不同。另車門採用「聯控系統」（由車長在控制器中插入專用鑰匙來控制；車門控制器設在車門旁，上有開、關兩個圓形按鈕，可同時開啟或關閉該側所有車門），可同時啟閉。而在車廂後段的座位下設有鏈條箱，當車門無法關閉時（此時車門上的「上下車門故障指示燈」紅燈應會亮起），將鏈條取出掛在車門兩側的掛勾，以策安全。當遇上緊急事故時，車門一側的座位下設有車門洩壓裝置（標示稱為「上下車門緊急紅色把手」），待列車完全停妥後，將該裝置的紅色外蓋打開，並將紅色開關扳轉 90 度，即可用手拉開車門。另外每節車廂內也設有疏散工梯，當列車因故必須停於正線及疏散車上乘客時，可在車門開啟後將此工梯架於車門口的出入台階上，便於旅客盡速離開列車。

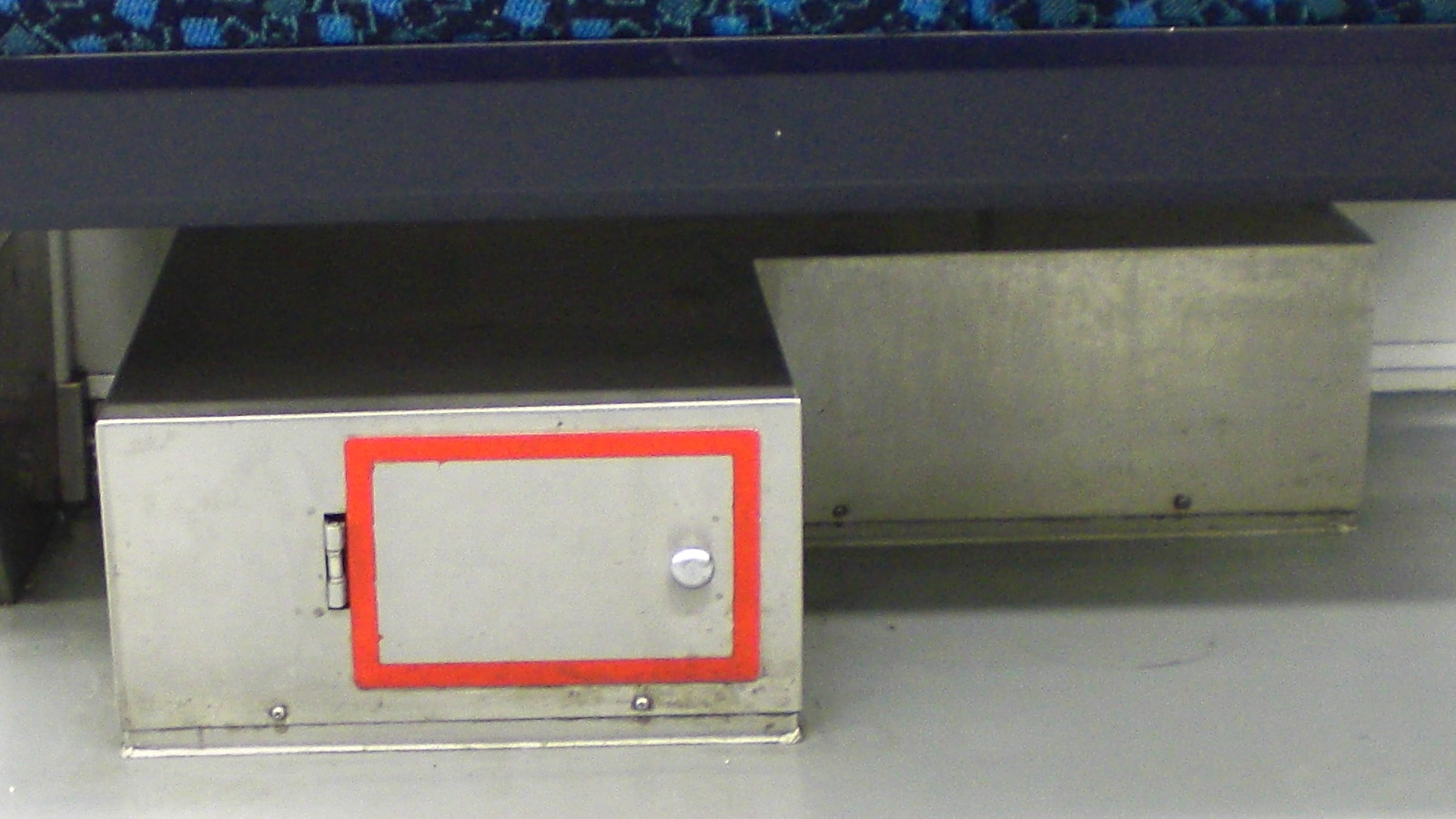
車門洩壓裝置
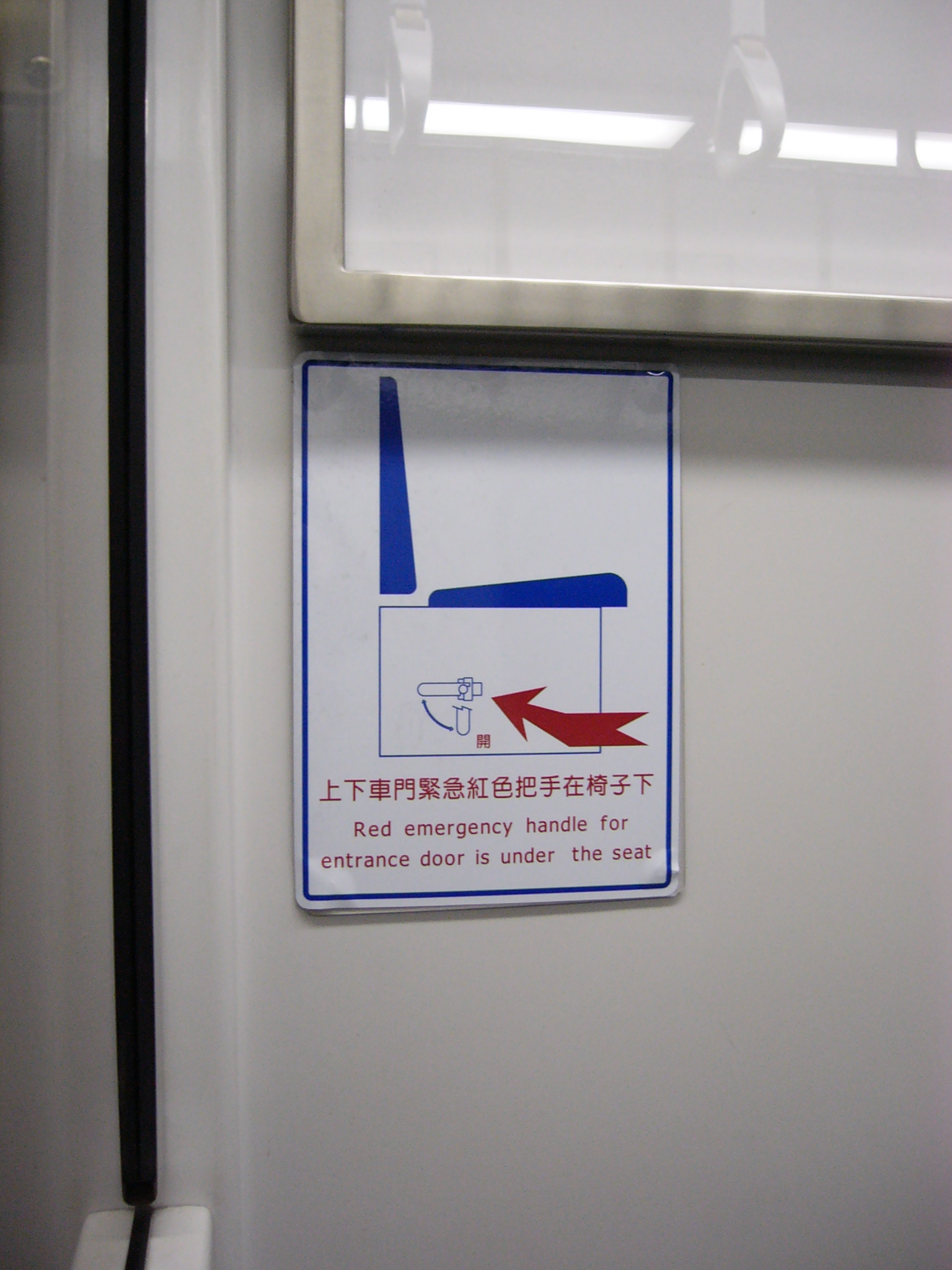
車門洩壓裝置標示牌

### 車內設備
EMU700型採用之非字形座椅配置（車廂連結處附近為一字型），在兩車門間各有八張橫向座椅，座椅使用絨布座椅，並以藍色系與紅色系區隔一般座位和博愛座。並在每一個車窗裝設無段式遮陽簾，為當時台鐵通勤電車中首度設置有遮陽設備者。加上本車型採用新式無搖枕梁之空氣調節彈簧轉向架，故列車行駛中的震動不劇烈，乘車舒適型更為優良。沿用EMU600型的機電系統（如新型散熱器等），因此列車行駛時，乘客僅會聽到空調運作聲及較低沉的列車運作聲；不過馬達加減速的磁勵音較EMU600型電聯車為大。
EMU700型電聯車採用的照明燈分佈較靠近車廂兩側，每個燈管均具有獨立燈罩，與台北捷運系統的配置類似。另空調出風口設計於照明燈上方兩側。
車廂前後端面設有緊急對講機，當列車在行駛途中在車內發生緊急事故或發現異常時（可能有立即危險），可按下上面的按鈕直接與駕駛室司機員連絡，以維護乘車安全及進行後續處理，也是台鐵繼太魯閣號後，再次加裝該設備。

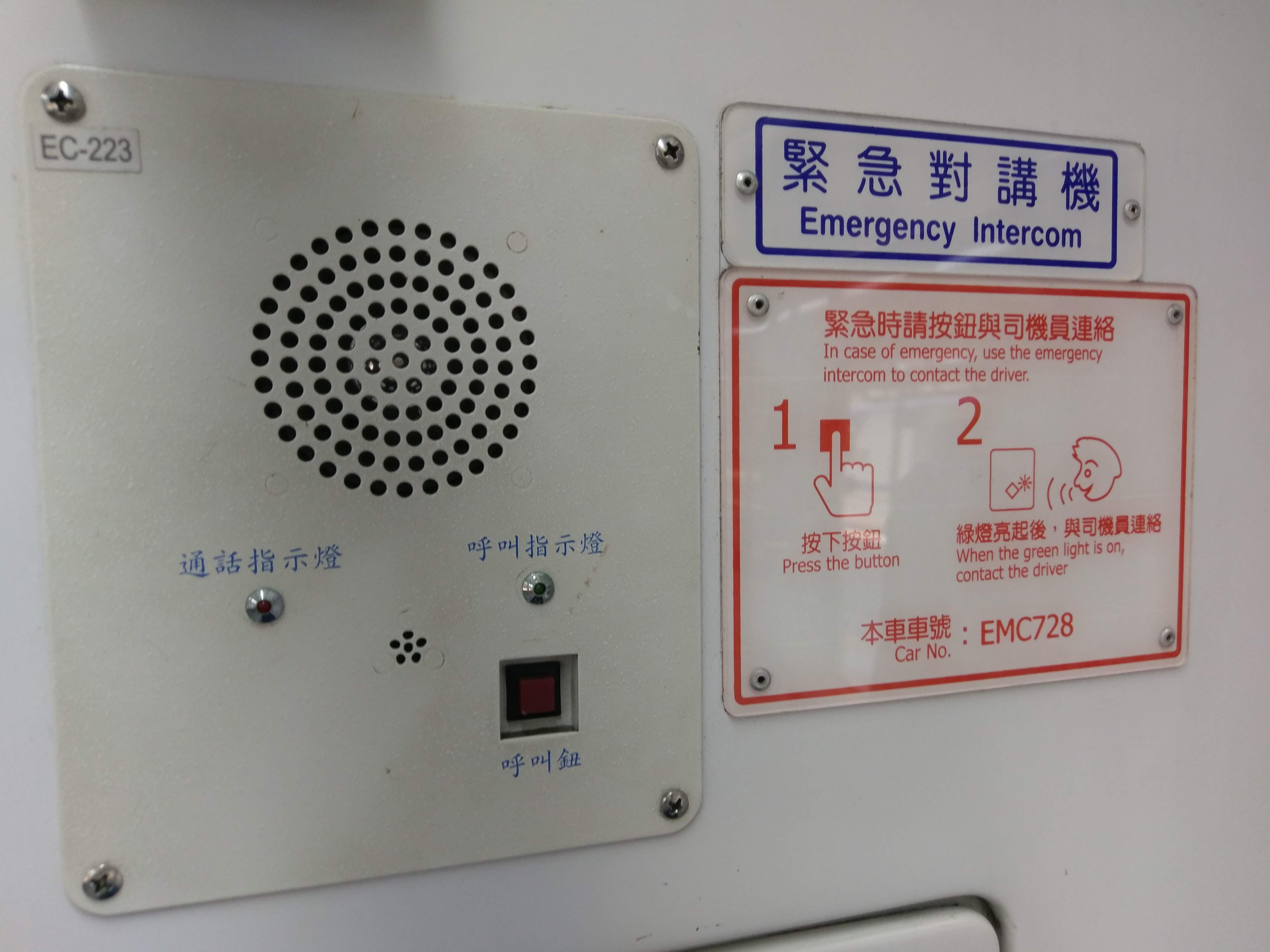
EMU700的車內緊急對講機

## 形式說明與編組方式

### 編組體系
本車型一共引進40組160輛（編號為EMU701至EMU740），行駛時與EMU800、TEMU1000、2000型相同，皆以固定兩組八輛為一編成運行。
45EMC700
駕駛馬達車，一共40輛（EMC701-740）皮重40.76公噸，長20.741公尺，寬2.889公尺，高3.956公尺，座位52人，立位112人。
45EP700
電源拖車，一共40輛（EP701-740）皮重40.37公噸，長20.33公尺，寬2.889公尺，高4.225公尺，座位50人，立位120人。
40ET700
拖車，附設無障礙設施，一共40輛（ET701-740）皮重36.53公噸，長20.33公尺，寬2.889公尺，高3.956公尺，座位42人，立位132人。
45EM700
馬達車，一共40輛（EM701-740）皮重39.09公噸，長20.33公尺，寬2.889公尺，高3.956公尺，座位60人，立位122人。
|          | （逆行）屏東、高雄方向│基隆、花蓮方向（順行） |             |             |             |             |             |             |               |
| 車廂編號 | 1                                             | 2           | 3           | 4           | 5           | 6           | 7           | 8             |
| 集電弓   |                                               | ＜          |             |             |             |             | ＞          |               |
| 形式區分 | 45EMC700 (Mc)                                 | 45EP700 (T) | 40ET700 (T) | 45EM700 (M) | 45EM700 (M) | 40ET700 (T) | 45EP700 (T) | 45EMC700 (Mc) |
| 安裝機器 | VVVF,Rc                                       | Mtr,VCB     | SIV,CP      | VVVF,Rc     | VVVF,Rc     | SIV,CP      | Mtr,VCB     | VVVF,Rc       |
| 其他設備 |                                               |             | 無障礙設施  |             |             | 無障礙設施  |             |               |
| 車輛重量 | 40.8t                                         | 40.4t       | 36.5t       | 39.1t       | 39.1t       | 36.5t       | 40.4t       | 40.8t         |
| 載客量   | 164人                                         | 170人       | 174人       | 182人       | 182人       | 174人       | 170人       | 164人         |

圖表範例：
- VVVF：主控制裝置（VVVF變頻器）
- Rc：整流器
- Mtr：主變壓器
- VCB：真空斷路器
- SIV：靜式變流器
- CP：電動空氣壓縮機
- ：駕駛室,車長座位
- ：廁所
- ：無障礙設施（輪椅停放區及多功能廁所）

編成照

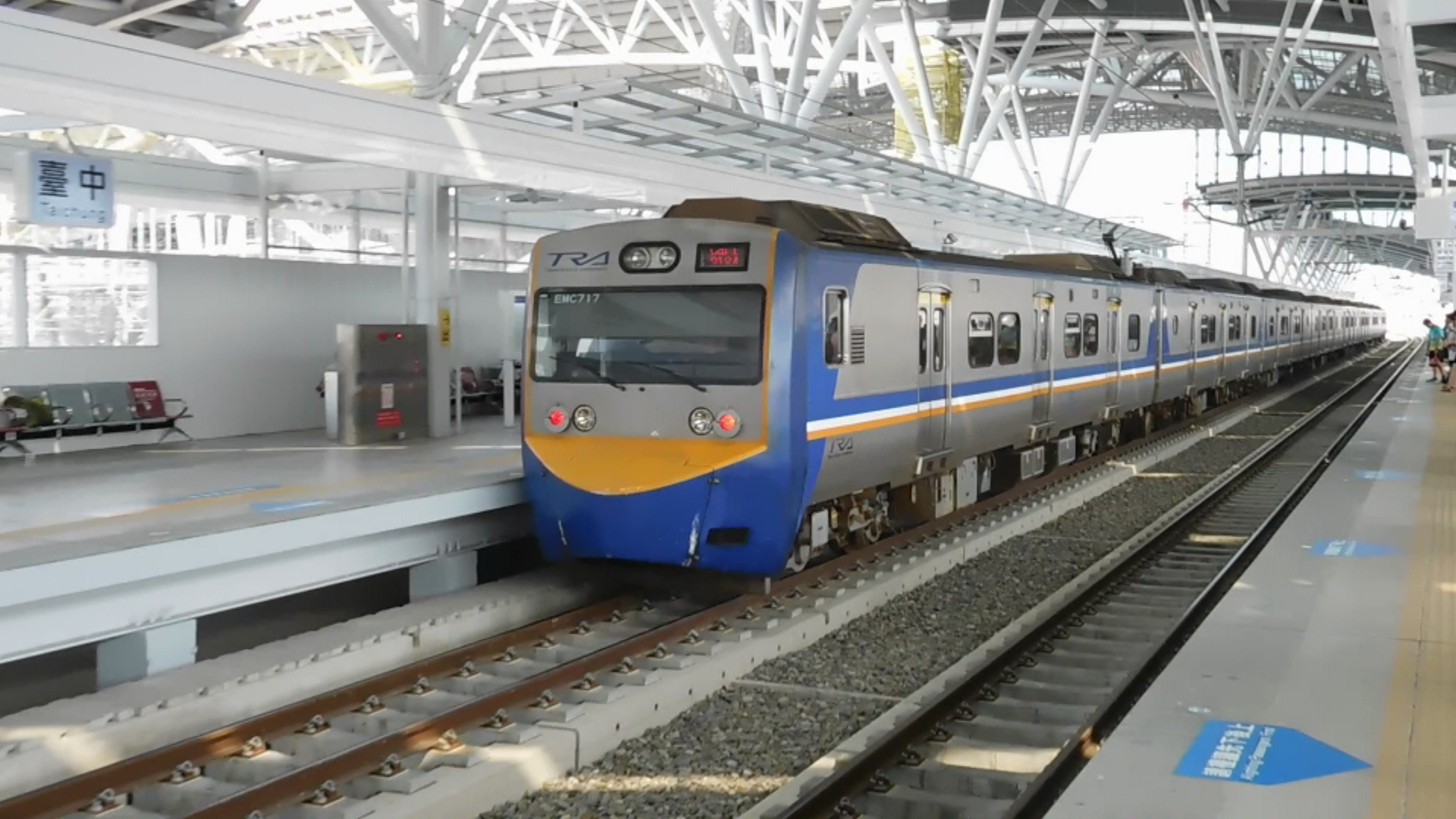
45EMC700駕駛馬達車（第一車）
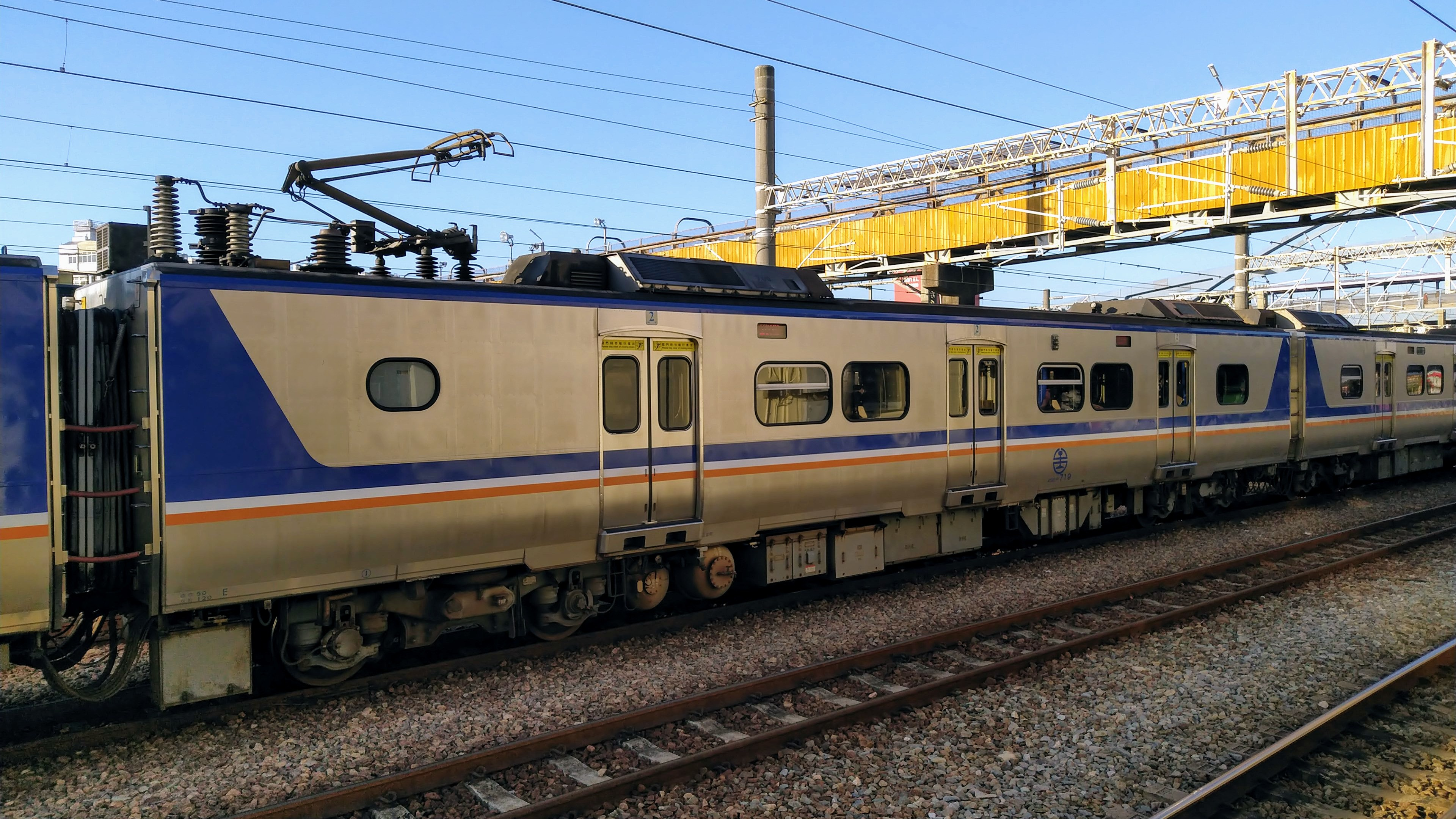
45EP700電源動力車（第二車）
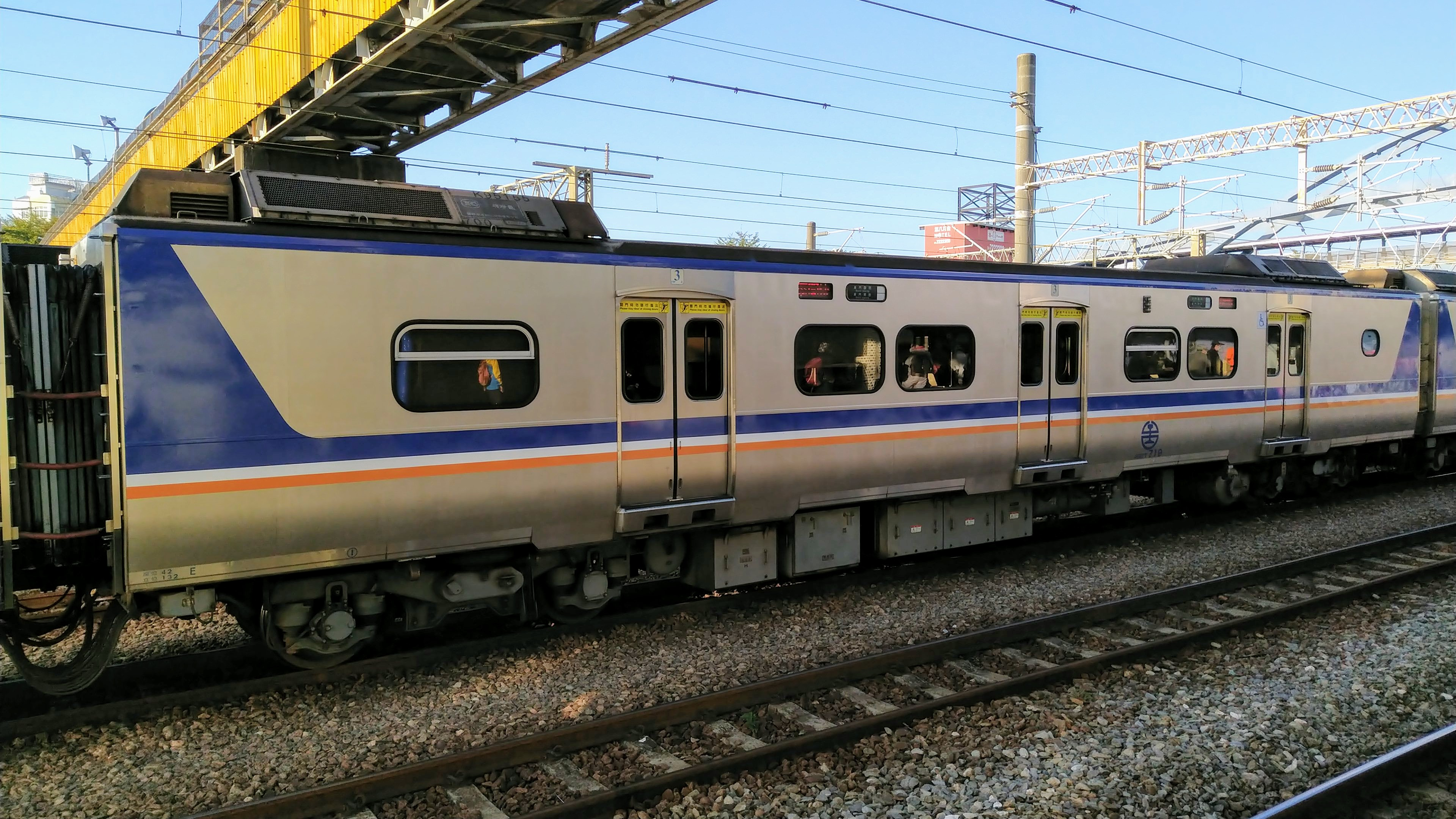
40ET700拖車（第三車）
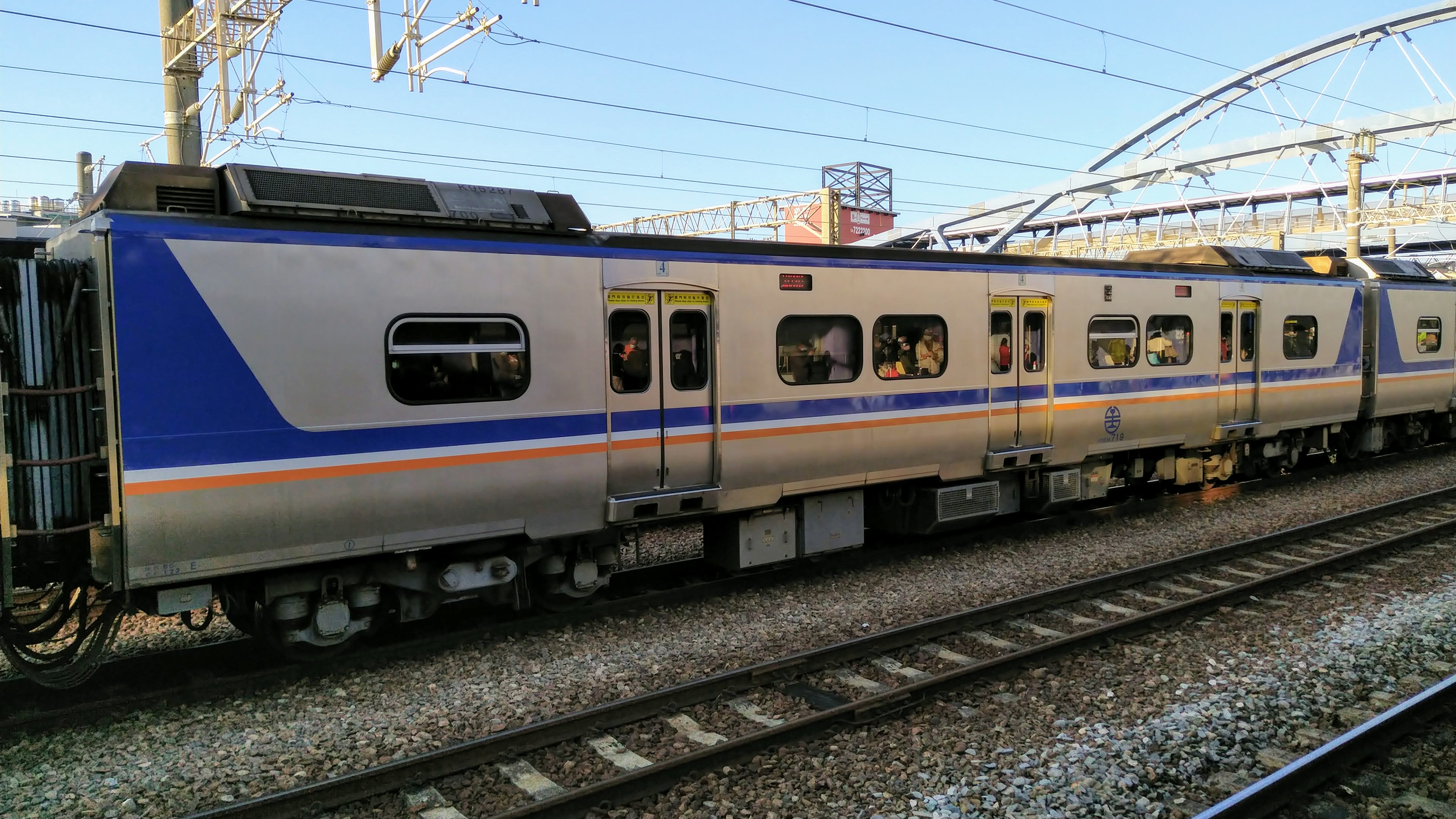
45EM700馬達車（第四車）
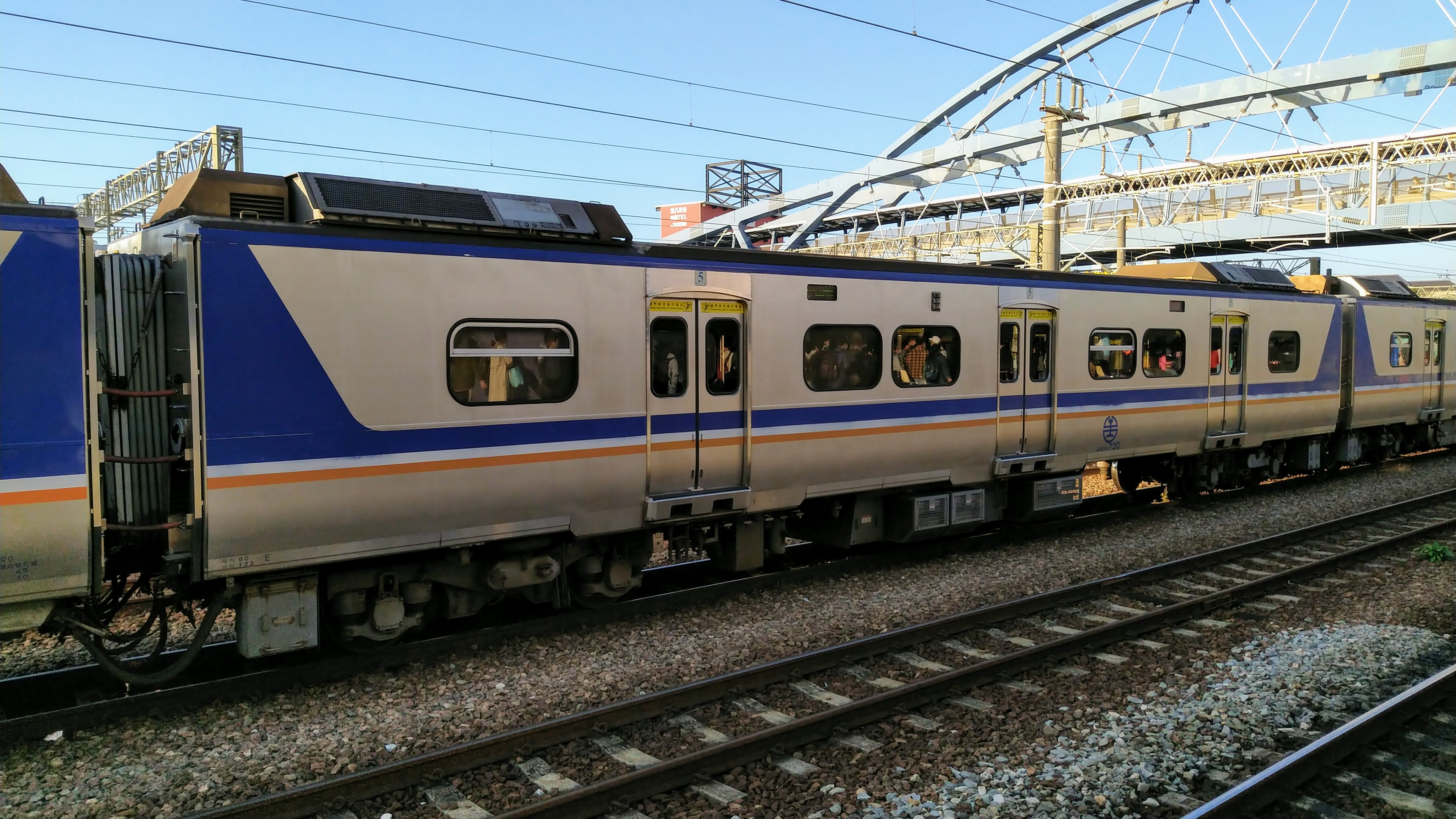
45EM700馬達車（第五車）
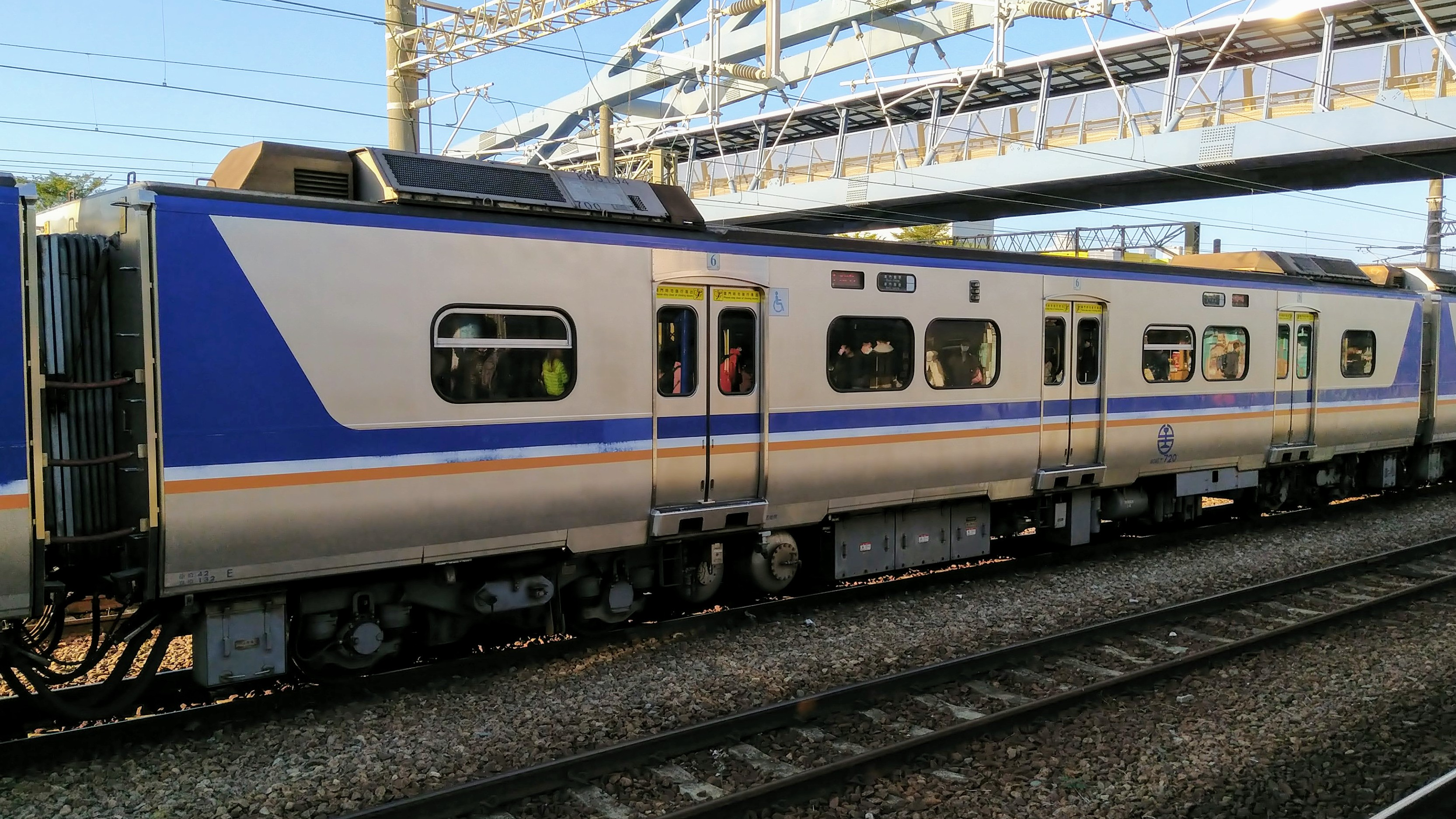
40ET700拖車（第六車）
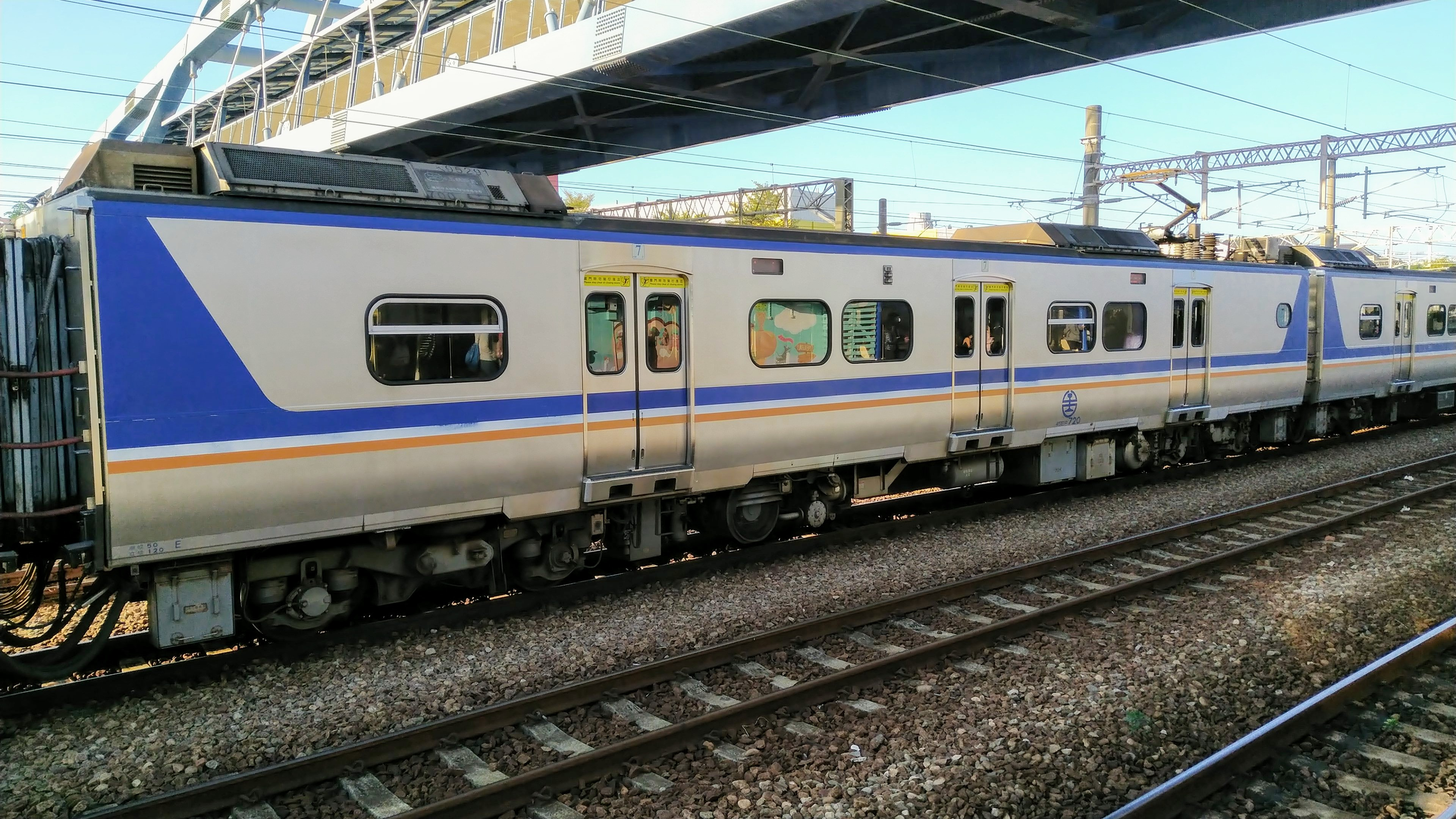
45EP700電源動力車（第七車）
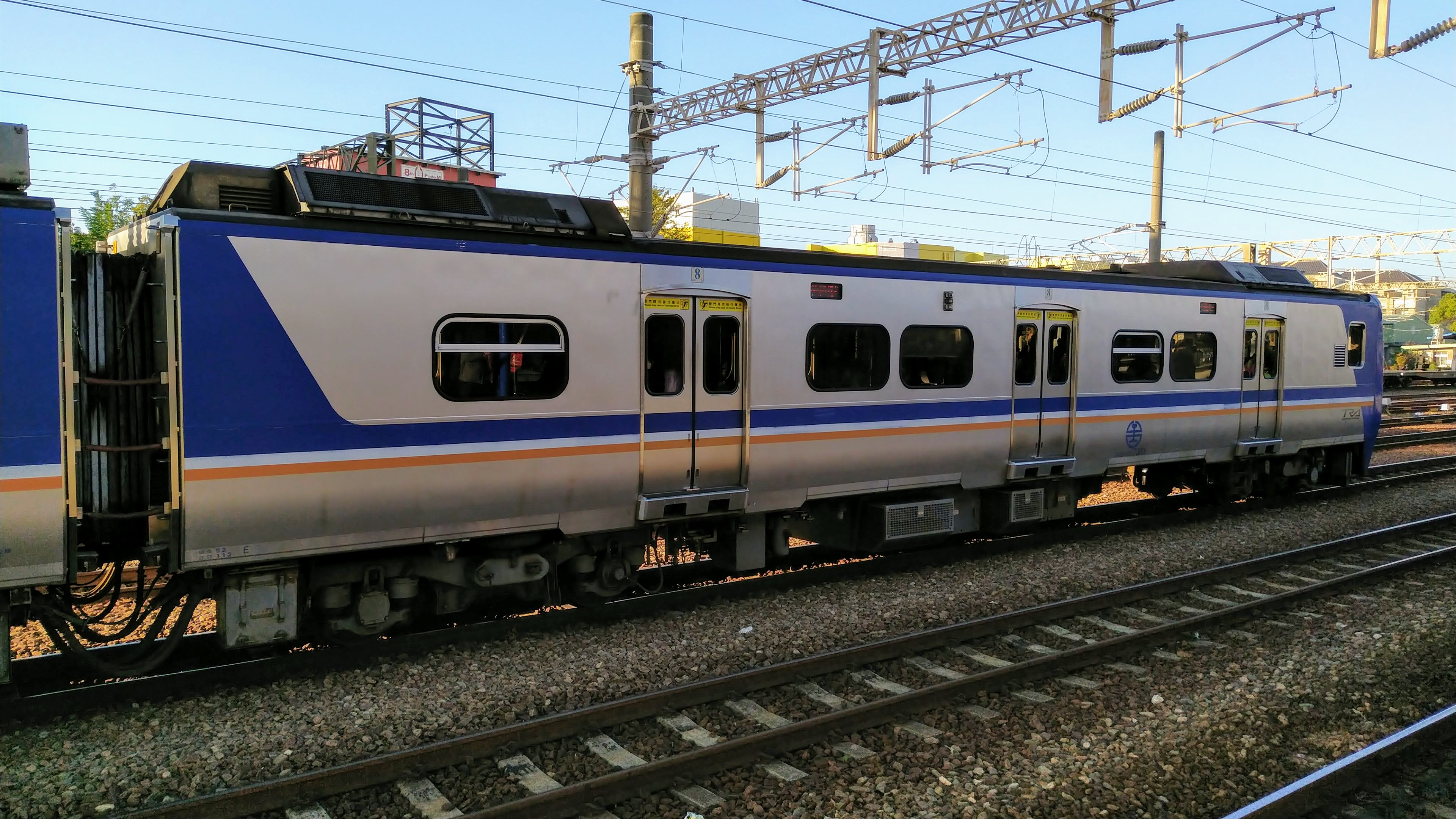
45EMC700駕駛馬達車（第八車）

## 運用方式
EMU700型電聯車以北部和中部為主要運行區間，南部則有少數區間快車使用本型車行駛。

## 無階化改造
台鐵為了消除列車車廂地板與月台之間的高低落差，因此配合台鐵客車車廂無階化計畫啟動，首列 EMU715+716 編組於2016年5月回送至大肚仕佳興業工廠，進行車門階梯無階化改造作業，並於6月下旬改造完工出廠。之後以每週改造一列的進度陸續進廠改造。最後一列 EMU727+728 編組於2016年12月中旬完工出廠後已全數改造完畢。
有以下重點改造：
- 上下台門台階填平並設置突緣及受影響區域之車廂地板鋼體補強、鋪層更新，以及標示、標記與標語重新設置。
- 上下台門既有門機系統之上導軌更新。
- 上下台門門板更新、乘客上、下台門扶手更新，以及相關警告、禁制標示、標記與標語制作與張貼[註 2]。
- 車廂聯結處裝設防止人員自月台處墜落軌道之車間防墜落裝置。
- 上下台門鑰匙開關供應及更換作業。
- ET700拖車車廂之DI（車側終點顯示器）旁，增設與車長操作之車門控開關同步運作車門開啟（綠燈）/車門關閉（紅燈）狀態顯示器（顯示器位於車外的「終點顯示器」旁）。

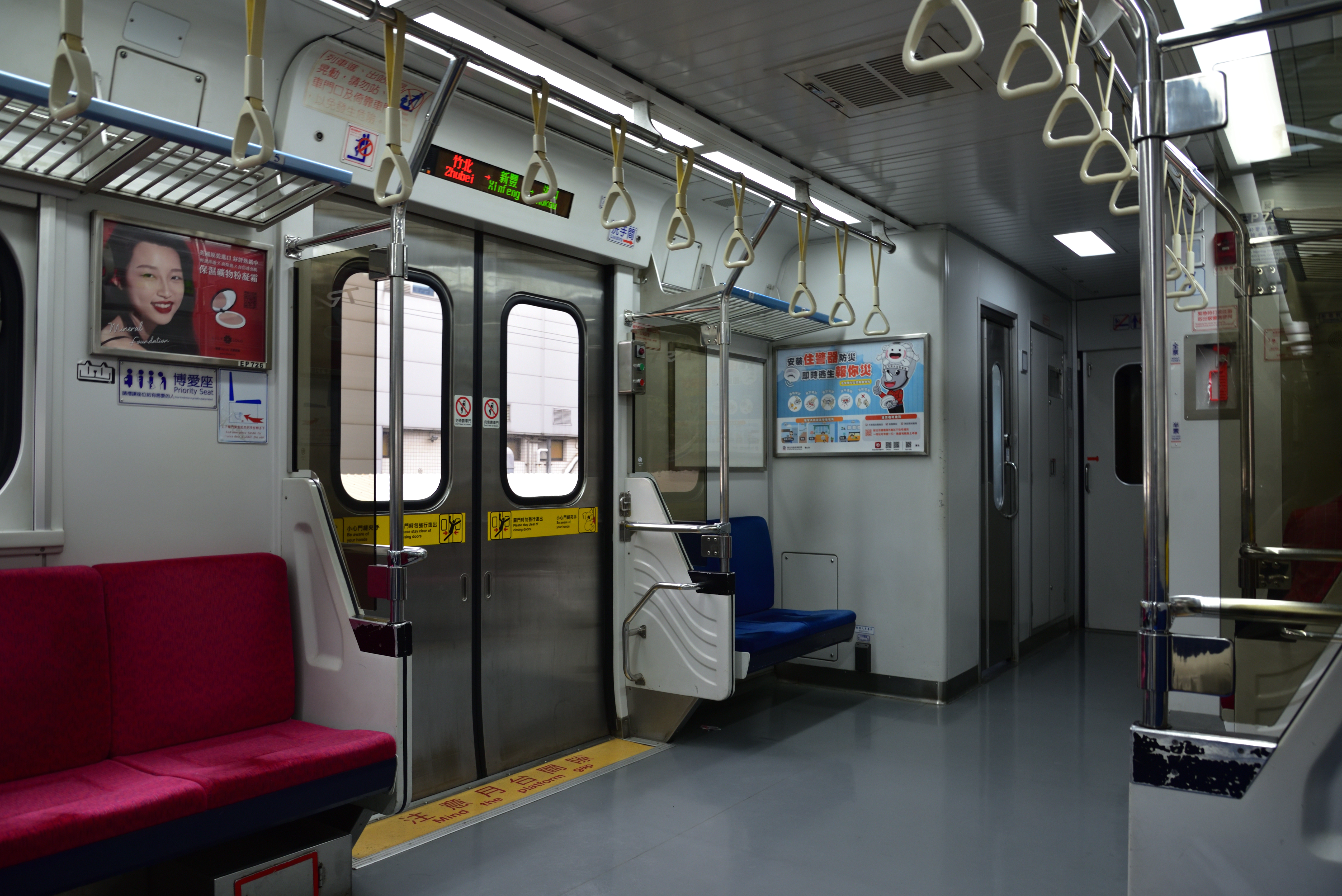
無階化改造後的車門
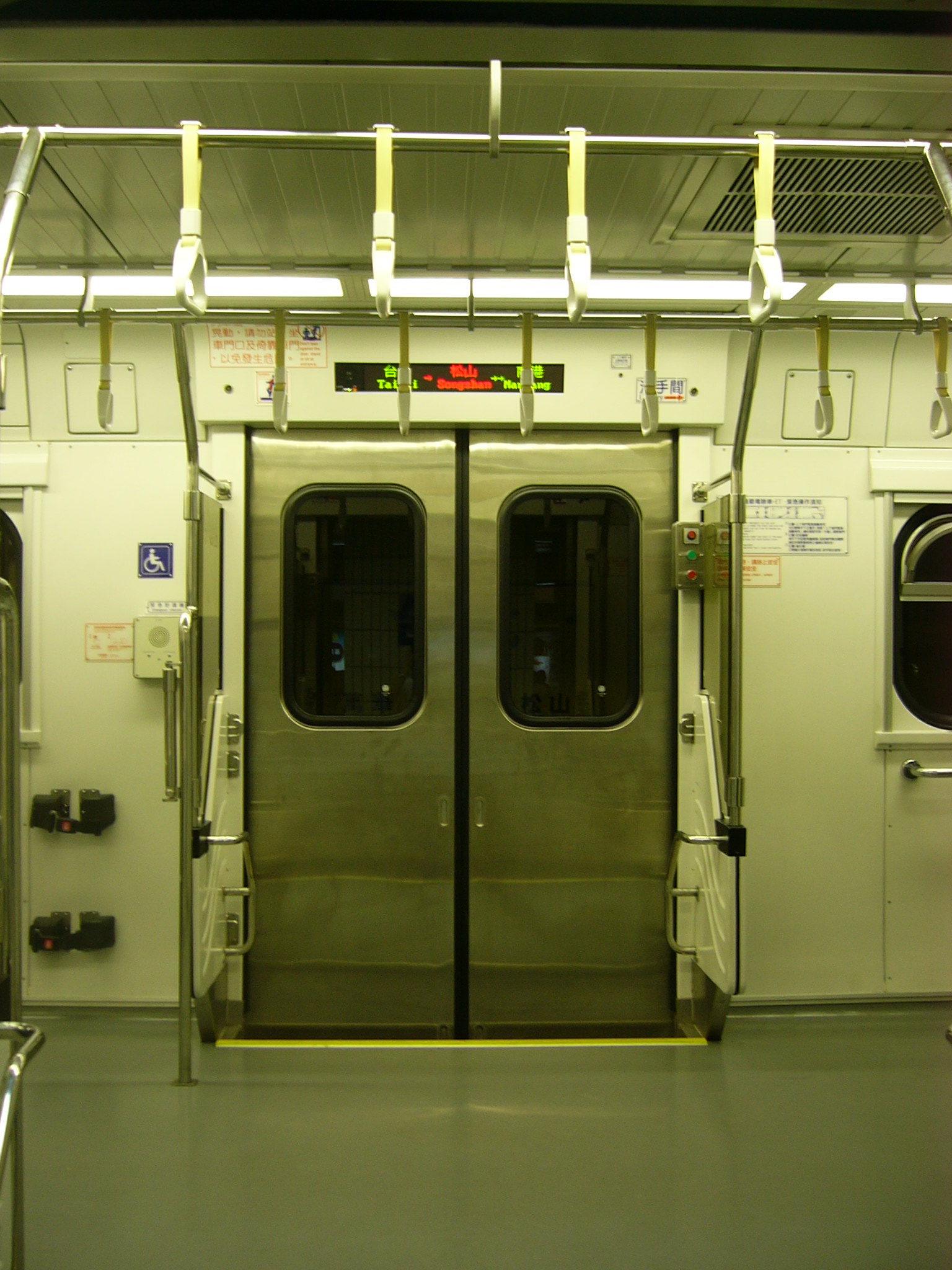
無階化改造前的車門

## 特殊塗裝
台鐵於EMU700型推出以下的彩繪列車，分別如下：
- 現存
  - EMU701+EMU702：2025年京急彩繪「嗶嗶嗶嗶台灣號」

- 已卸除
  - EMU701+EMU702：2016年京急交換塗裝彩繪[O 6][N 3]。
  - EMU703+EMU704：2015年宜蘭童玩節蕭青陽彩繪、2016年平交道安全宣導彩繪
  - EMU719+EMU720：2008年悠遊卡宣傳彩繪、2019年第四屆新北市鐵道馬拉松接力賽
  - EMU727+EMU728：2015年喔熊彩繪
  - EMU737+EMU738：建國百年火車環島接力、2018年第三屆新北市鐵道馬拉松接力賽

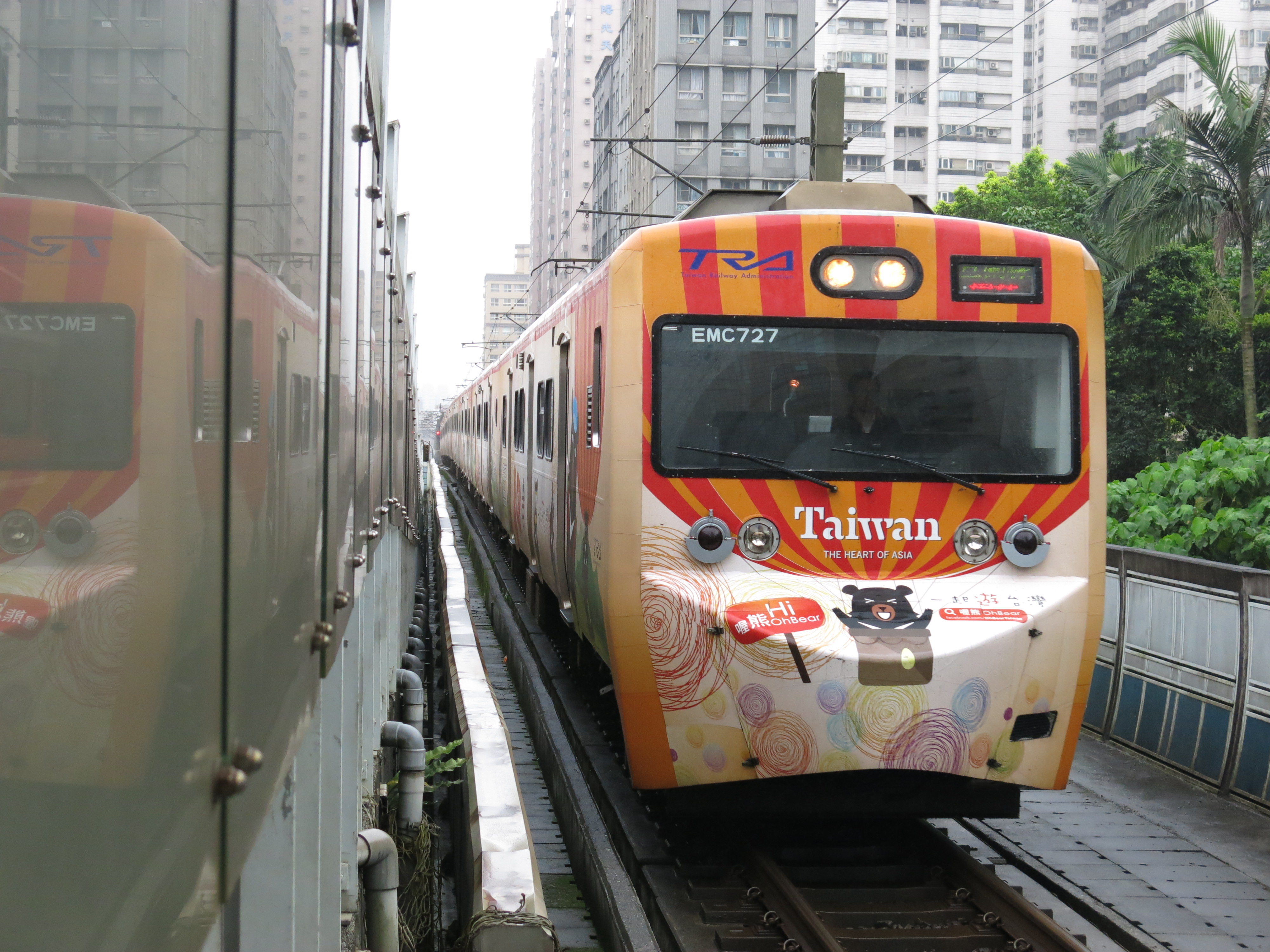
喔熊彩繪，攝於汐科車站前
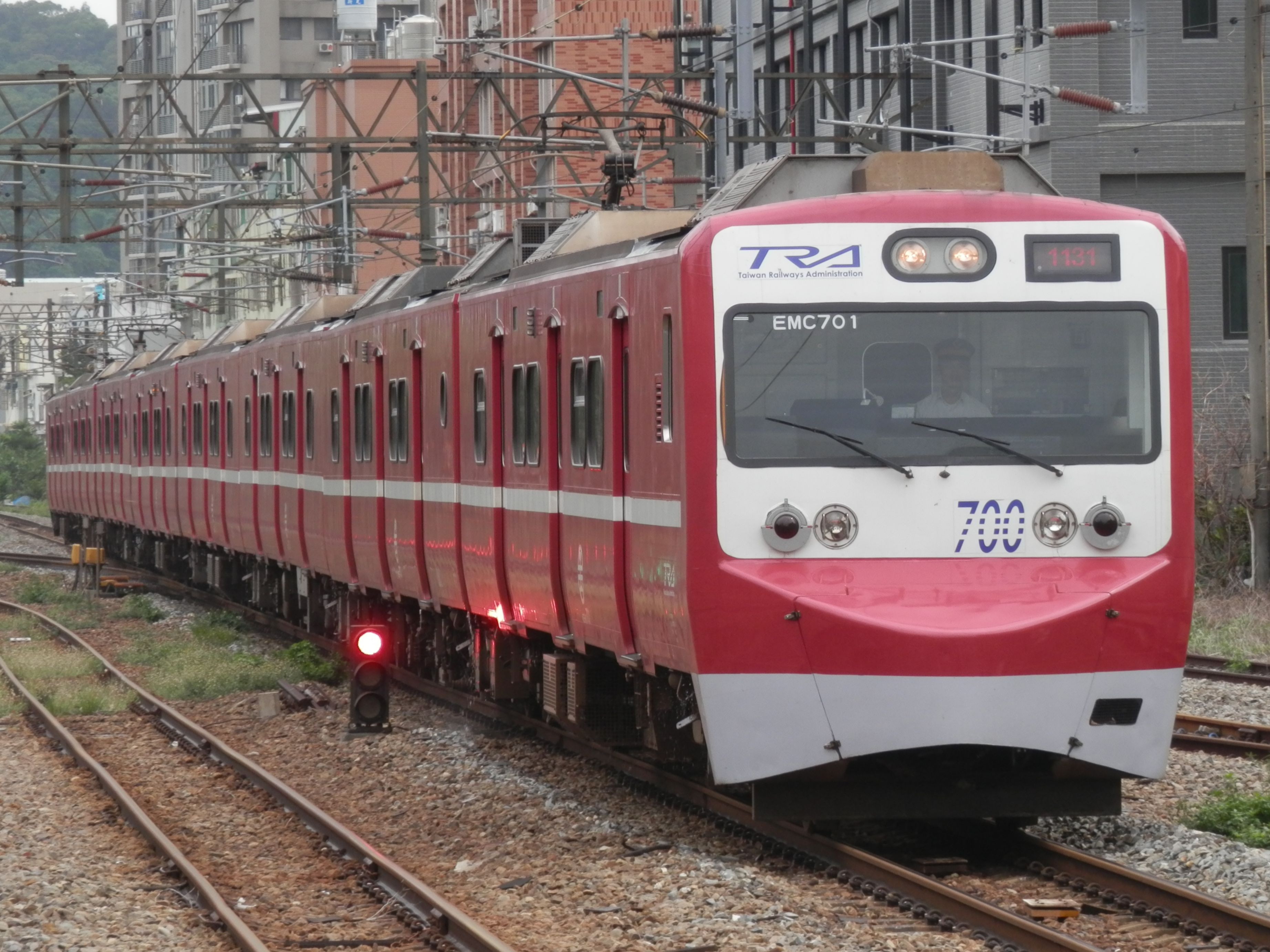
京急電車的交換塗裝，攝於竹北車站

## 行車事故
- 2014年3月16日，由EMU735+736擔任的1151次區間車行經汐科－南港間時，因廁所漏水導致車廂地板積水，車廂因此斷電[N 4]。
- 2014年11月24日，由蘇澳開往樹林的4171次（EMU727+728）駛入樹林調車場時，擠壞轉轍器，造成EMC727、EP727出軌[T 4]。

## 備註
1. ↑  未被修改的列車：EMU715(順行)、723(逆行)、731(順行)、737(順行)
2. ↑  為目前唯一無階化改造後仍使用氣動門的車型。後續車型的改造全數更換為電動門，且開關門警示音也不同

## 外部連結
- （繁體中文）國營臺灣鐵路股份有限公司 （页面存档备份，存于）
- （日語）日本車輛EMU700型電聯車簡介 （页面存档备份，存于）
- （繁體中文）台灣車輛EMU700型電聯車簡介（页面存档备份，存于）
- （繁體中文）Train Collection EMU700介紹 （页面存档备份，存于）